# Vohburg an der Donau
Vohburg an der Donau (amtlich: Vohburg a.d.Donau) ist eine Stadt im oberbayerischen Landkreis Pfaffenhofen an der Ilm.

## Geographie

### Geographische Lage

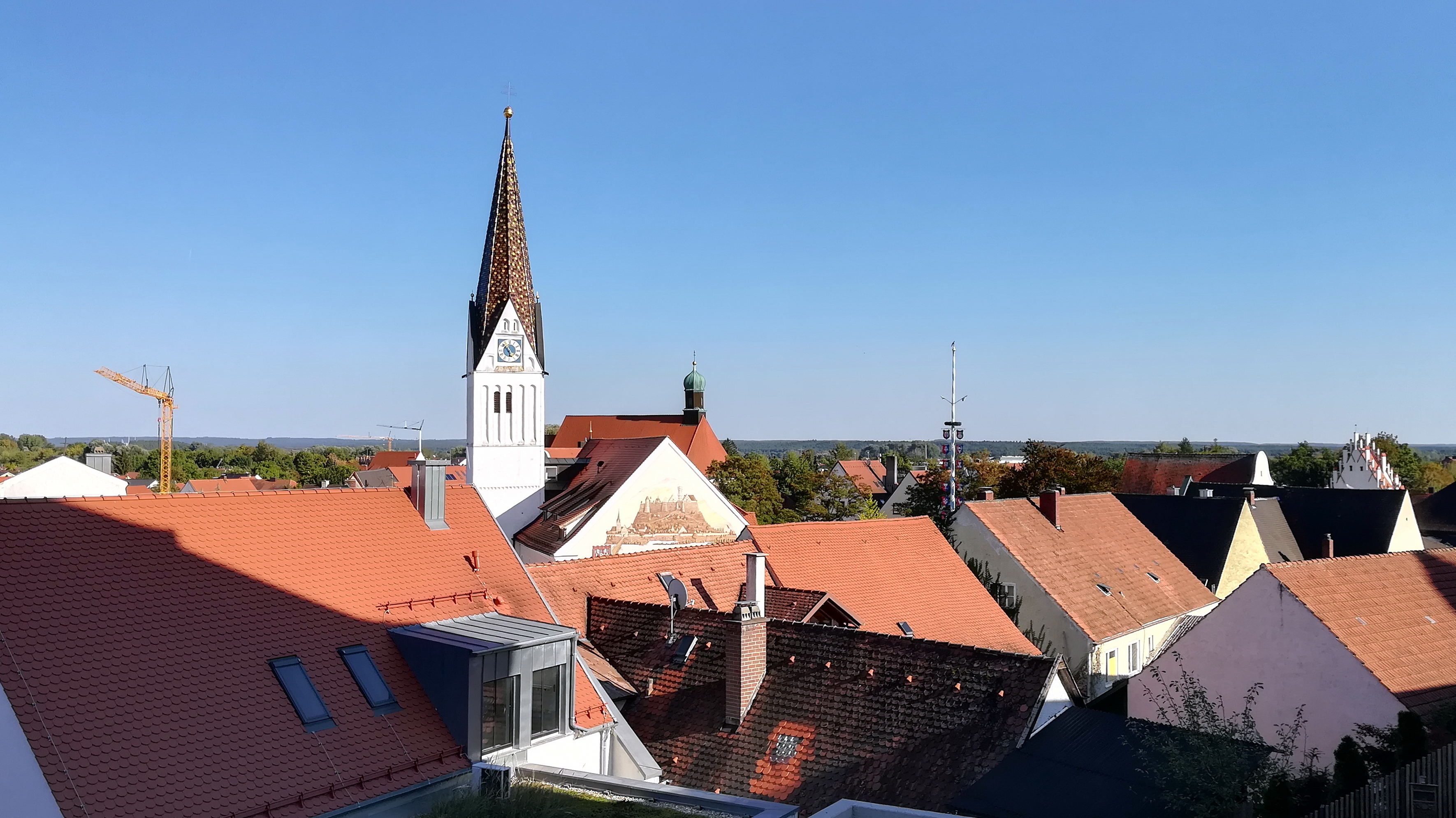
Blick über Vohburg an der Donau

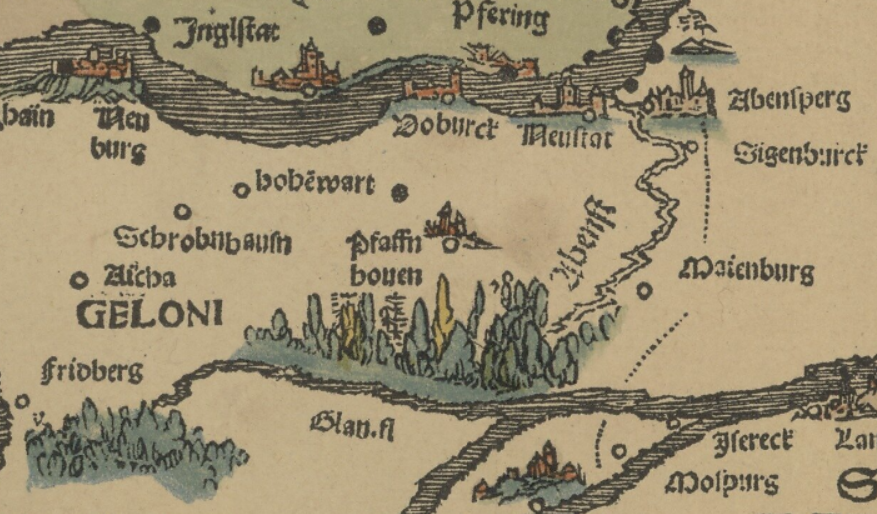
Lage von Vohburg im nördlichen Oberbayern (Karte von Johannes Aventinus, 1523; Vohburg ist dort als „Voburck“ eingezeichnet).

Vohburg liegt im Norden des Landkreises Pfaffenhofen an der Ilm, etwa 15 km donauabwärts von Ingolstadt. Die Stadt gehört zur Planungsregion Ingolstadt und ist im Regionalplan als Grundzentrum eingestuft. Die Altstadt wird eingerahmt von den Flussläufen der Donau, Kleinen Donau und Paar. Am südlichen Stadtrand fließt zudem die Ilm. Vohburg könnte somit als Vierflüssestadt bezeichnet werden. Der nächstgrößere Wasserlauf in Vohburg ist der nördlich in die Donau mündende Mailinger Bach.
Benachbarte Gemeinden sind Ernsgaden, Geisenfeld, Großmehring, Manching, Münchsmünster, Oberdolling und Pförring.
Vohburg liegt auch an der nördlichen Grenze zur Hallertau.

### Gemeindegliederung
Es gibt 13 Gemeindeteile (in Klammern ist der Siedlungstyp angegeben):
- Auhöfe (Weiler)
- Dünzing (Kirchdorf)
- Hartacker (Dorf)
- Höfartsmühle (Weiler)
- Irsching (Pfarrdorf)
- Knodorf (Kirchdorf)
- Menning (Pfarrdorf)
- Oberdünzing (Dorf)
- Oberhartheim (Kirchdorf)
- Pleiling (Dorf)
- Rockolding (Kirchdorf)
- Unterhartheim (Weiler)
- Vohburg a.d.Donau (Hauptort)

Es gibt die Gemarkungen Dünzing, Irsching, Menning, Oberhartheim, Oberwöhr (nur Gemarkungsteil 0), Rockolding und Vohburg a.d.Donau.

## Stadtteile des Ortskerns

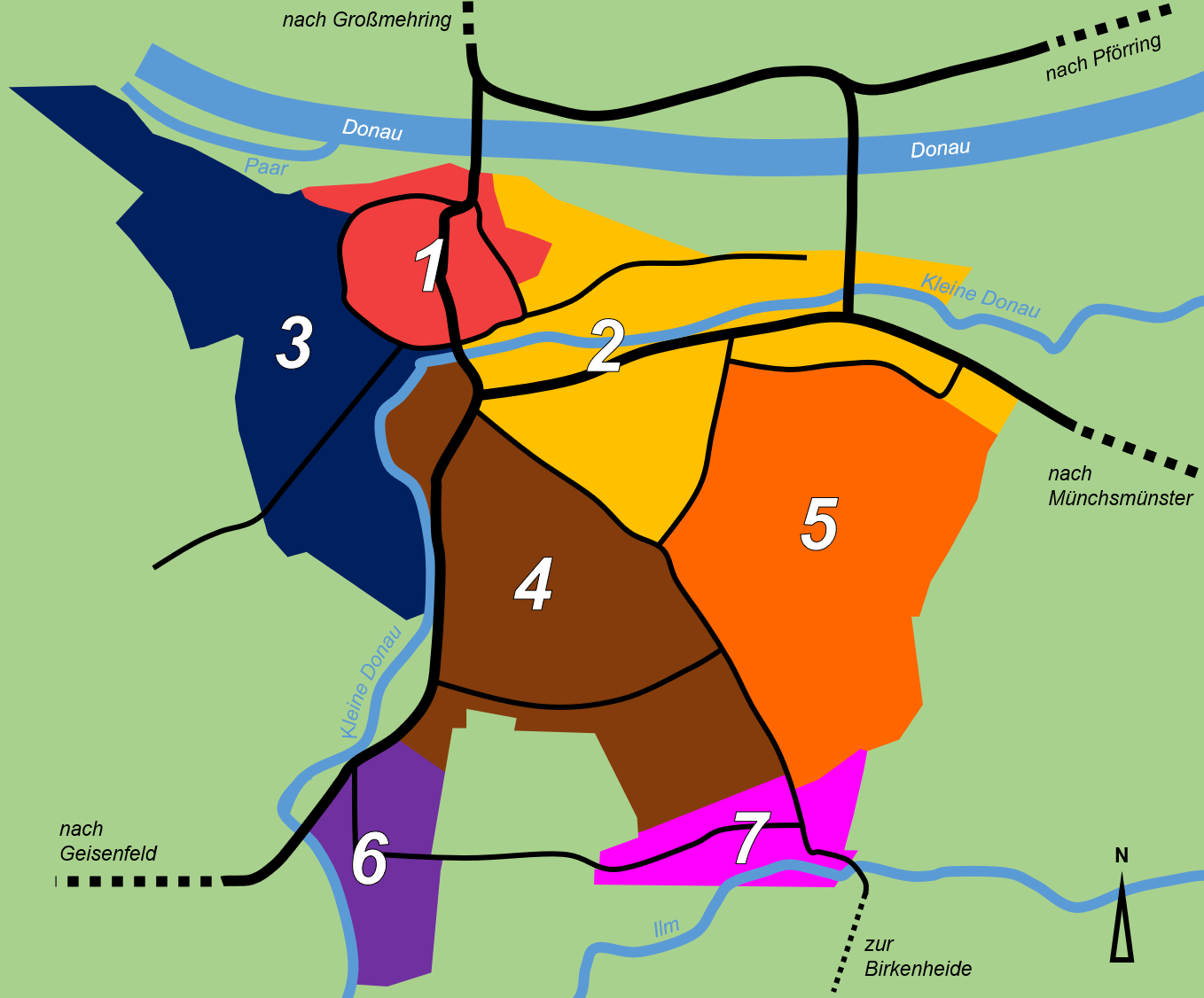
Gliederung des Ortskerns (vereinfachte Darstellung)

Der Vohburger Ortskern kann in kleinere, zumeist inoffizielle, Teile untergliedert werden: das historische Zentrum im Norden der Stadt (in der Übersicht: 1), das Gries, die Antonius-Siedlung und das Gewerbegebiet im Osten (2), die Au im Westen (3), die Beizn/Bahnhofstraße und die alten Siedlungen um die Siedlungsstraße herum (4), die neuen Siedlungen um die Kastanienallee und den Clermontplatz (5), das Quartier unweit der Neumühle im Süden (6) und Hartacker am südlichen Ilm-Arm (7).

### Historisches Zentrum
Das historische Zentrum von Vohburg (1) umfasst den Burgberg mit dem Burghof, den Pfarrhof, das Kleine Donautor im Süden, den Marktplatz, der den Namen Ulrich-Steinberger-Platz trägt, und die Donaustraße. Weiterhin gehören der östliche Ortskern an der Alten Landgerichtsstraße dazu, im Westen das Auer Tor, die Häuser an der Hohenstaufenstraße und im Norden die Donautorgasse mit dem Donautor. Dieser dicht bebaute Teil von Vohburg besteht seit Jahrhunderten. Er ist mit dem Rathaus und der Außenstelle Nord des Landratsamtes Pfaffenhofen an der Ilm das Verwaltungszentrum der Stadt. Hier befinden sich auch die Stadtbibliothek mit der Touristinformation und der Kulturstadl.
Vor dem modernen Strukturwandel der letzten Jahrzehnte war das Zentrum übersät mit kleinen handwerklichen Betrieben und Gewerbe, unter anderem der Gerberei Kopp, dem Modehaus Ludsteck, der Konditorei Demmel, der Kfz-Werkstatt Polz oder der Bäckerei Hammerschmid. An der Donaustraße befanden sich Gaststätten wie der Strasser-Wirt oder das Gasthaus zur Sonne („Schapfl“). Außerdem wurde in der Amberger-Brauerei Bier gebraut. Heute prägen das Innenstadtleben vor allem die Behörden und Bankfilialen, die Bäcker- und Metzgereiketten sowie die Hotels und Gastronomie mit Gaststätten, Pizzerias, Bars, Cafés und Eisdielen.

### Burgberg/Burgstraße
Die Burgstraße bildet die Grenze zwischen Au und Burgberg. Sie verläuft vom Kleinen Donautor in Richtung Feuerwehrhaus, beschreibt eine enge, um den Burgberg laufende Schleife, die das Auer Tor auf der linken Seite passiert und ab dort als Hohenstaufenstraße wieder zurück zur Donaustraße führt. Im Osten des Burgbergs befinden sich die Innenstadt und der Ulrich-Steinberger-Platz.
Der Burgberg beherbergt meist sakrale und historische Gebäude: das Burgtor, die Pietà-Kapelle, die Stadtpfarrkirche St. Peter, die Kriegergedächtniskapelle, den städtischen Friedhof mit der neuen Aussegnungshalle und dem alten Leichenhaus, das als Kolumbarium genutzt wird, die Überreste der Burg Vohburg, das Pflegerschloss, in dem das Museum Vohburg beheimatet ist, und den einem mittelalterlichen Bergfried nachempfundenen Wasserturm.
Vor der allgemeinen Elektrifizierung im 20. Jahrhundert nutzten die Bewohner der Hänge des Burgbergs kleine Höhlen und Verschläge, um im kühlen Felsmassiv Nahrung zu lagern und zu kühlen. An der Ostseite des Bergs befinden sich größere Keller, die in den Burgberg hineinreichen und auf denen von den Anwohnern terrassenartig Gärten angelegt wurden. Diese Terrassierung zeigt sich auch rund um den Burgberg.

### Au
Bis Anfang des 20. Jahrhunderts bestand die Au (3) noch weitgehend aus Ackerland und kleinen Gärten. Einige hundert Meter vom Burgberg entfernt befanden sich vereinzelte landwirtschaftliche Betriebe.
In der Au tragen die Straßen Vogelnamen (Beispiel: Amselweg, Habichtstraße, Kiebitzweg).
Ausnahmen sind drei Hauptstraßen: die Austraße (verläuft von der Burgstraße nach Süden Richtung Biendlweiher), der Augartenweg (trennt sich in Höhe Feuerwehrhaus/Bushaltestelle Vohburg von der Austraße und verläuft Richtung Westen), die Auer-Tor-Straße (knüpft beim Auer Tor an die Burgstraße an und verläuft Richtung Westen) und die weniger ausgebaute Augrabenstraße. In der Au befindet sich das Feuerwehrhaus der Freiwilligen Feuerwehr Vohburg.
Der Name des Stadtteils stammt von den Auen der Kleinen Donau (im Süden der Au) und der Donau (im Norden der Au). Die Nähe zu den beiden Flüssen und das tiefgelegene Terrain wurden der Au in der Vergangenheit oft zum Verhängnis: Die Anwohner hatten dort häufig mit Hochwassern zu kämpfen. Seit der Hochwasserfreilegung (2007–2008) ist der Stadtteil vor den Fluten der Donau und Kleinen Donau weitestgehend geschützt.

### Neumühle
Am Südende der Bahnhofstraße befindet sich ein weiteres Viertel (6). Eingerahmt von der Neumühle im Süden und dem Lagerhaus Müller an der Bahnhofstraße bildet es den Südrand der Stadt. Die Neumühle selbst wurde bereits 1350 im Marktrechtsbrief erwähnt. Erst viel später folgten die so genannten „Gelben Blöcke“ im Zusammenhang mit der Industrieansiedlung von 1966/1968 (BP-Raffinerie und Kraftwerk Irsching). Heute befindet sich dort Gewerbe (das Autohaus Kaltenecker, Auto Huber und die Druckerei Seber). In den letzten Jahren ist neben diesem Gewerbegebiet eine stetig wachsende Wohnsiedlung entstanden, die in Nachbarschaft der „Gelben Blöcke“ fast bis zur Neumühle reicht.
Ganz am Ende, am äußersten Südrand der Stadt, befindet sich die Schleuse („Schleißn“), die die Ilm in zwei Arme teilt: den nördlichen Arm, die Kleine Donau, und den südlichen Arm, der weiterhin Ilm genannt wird und weiter Richtung Hartacker fließt.

### Hartacker

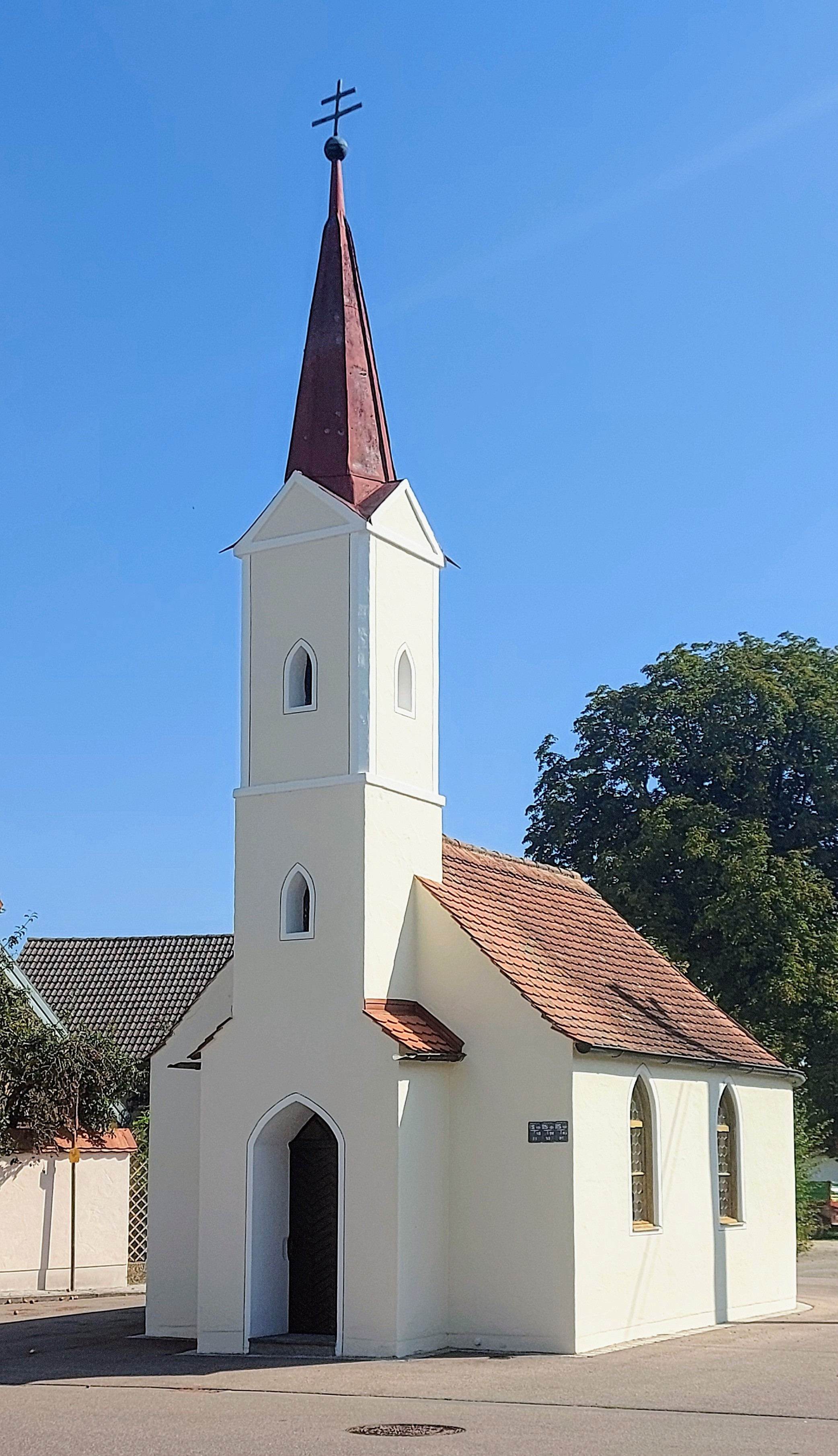
Marienkapelle Hartacker

Urkundlich wurde Hartacker (7) schon ab dem 12. Jahrhundert erwähnt. In den Aufzeichnungen des Klosters Münchsmünster wurden „Hörige und Zinspflichtige“ aus dem Dorf aufgeführt.
Über die Jahrhunderte festigte sich der Name „Ardachaer“, „Ardakker“ oder „Artackher“ für den dort ansässigen Ortsadel.
1616 wurde das Gebiet um den Ort als „Harackher Acker“ betitelt, was sich von Äckern an einem Hart (einem kleinen Weidewald bzw. einer öffentlichen Weide) ableitet. Bis heute hat sich „Harackher“ im Sprachgebrauch der Vohburger gehalten.
Nach den Napoleonischen Kriegen zu Beginn des 19. Jahrhunderts umfasste das Dorf 24 Häuser und eine Mühle, die an der Ilm gelegen war, und gehörte damals zur Gemeinde Wöhr. Bis heute werden die Grundstücke unter der Gemarkungsbezeichnung von Oberwöhr geführt.
1837 wurde Hartacker eine eigenständige Gemeinde.
1907 übernahm die Wirtsfamilie Alter den Gasthof und konnte 2007 das 100-jährige Bestehen feiern.
Am 1. Januar 1972 wurde Hartacker im Zuge der Gebietsreform in Bayern ein Ortsteil von Vohburg.
Hartacker ist in seinem heutigen Zustand durch die im letzten Viertel des 20. Jahrhunderts errichteten Siedlungen nahtlos mit dem Vohburger Stadtkern verbunden.
Vom Stadtkern führt die Hartackerstraße beginnend an der großen Kreuzung Bahnhofstraße/Regensburger Straße Richtung Südosten nach Hartacker. Sie führt dabei an der Grund- und Mittelschule, der Agnes-Bernauer-Halle, dem Kindergarten „Rappelkiste“, dem Seniorenzentrum „Herzog Albrecht“, der Jahnstraße mit Anbindung an das Gewerbegebiet und Sportzentrum sowie an dem evangelischen Gemeindezentrum mit der Jesuskirche und an der Siedlungsstraße vorbei. Diese Straße nach Hartacker besitzt daher eine überdurchschnittliche Bedeutung.
Der Kern von Hartacker ist deutlich an der 1910 neu erbauten Marienkapelle auszumachen. Dort liegt auch das Gasthaus Alter, und die an die Hartackerstraße anschließende Waldstraße trifft auf die Kreuzstraße.

## Geschichte

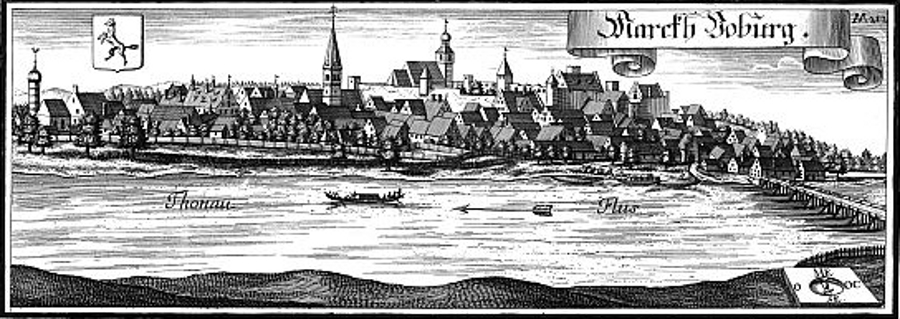
Kupferstich von Michael Wening um 1700: Nordansicht von Vohburg

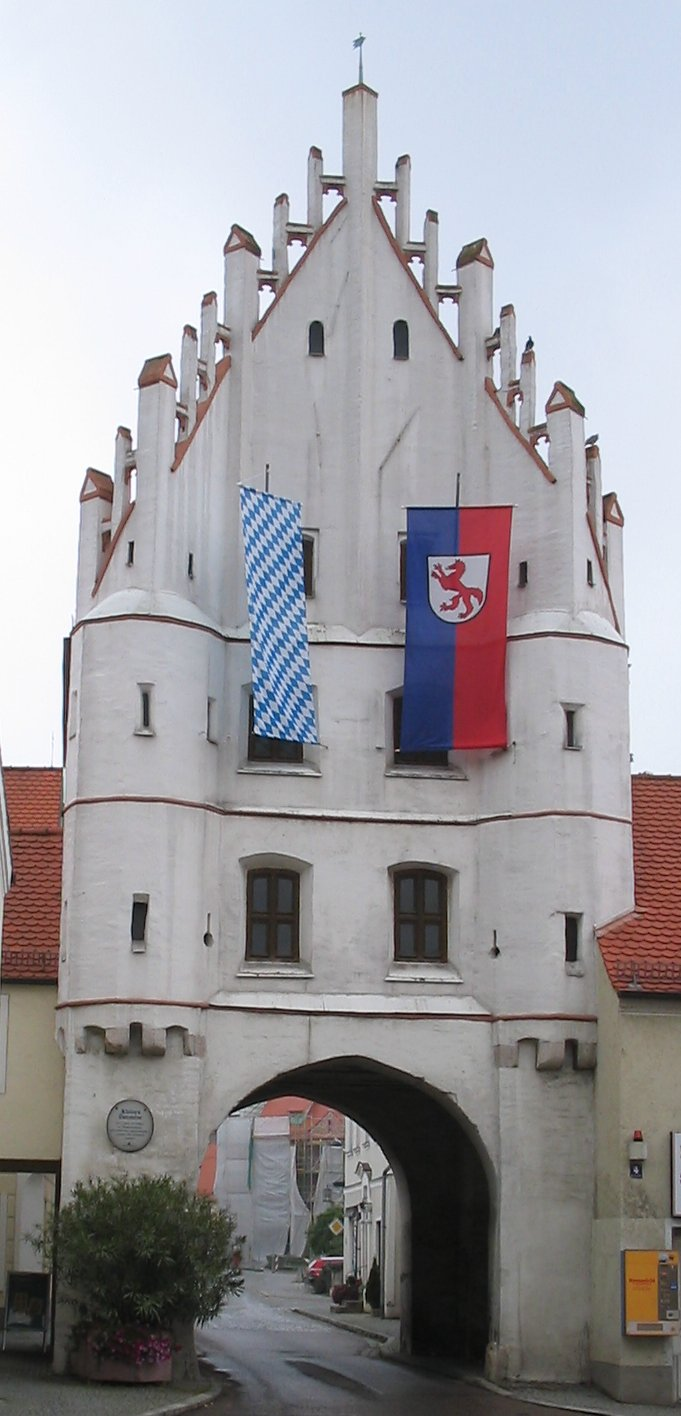
Das Kleine Donautor: Historisches Wahrzeichen der Stadt

Die Geschichte von Vohburg umfasst steinzeitliche Siedlungsanfänge, mittelalterliche Blütezeiten, einen verheerenden Bruch im Dreißigjährigen Krieg, einen Aufenthalt Napoleons und viele andere interessante und bedeutsame Ereignisse. Das heutige Vohburg definiert sich durch seine Geschichte. 1952 erfolgte die Erhebung zur Stadt.
Historische Stadtfeste und Agnes-Bernauer-Festspiele tragen ihren Teil dazu bei, dass Vohburg und seine Bürger die Geschichte ihrer Heimatstadt lebendig halten.
Als Quellen diente die kurze Geschichtsabhandlung auf der Homepage der Stadt und besonders Max Kirschners Zur Geschichte der Stadt Vohburg. (unter Literatur aufgeführt).

### Von der Bronzezeit bis zur ersten Zerstörung der Vohburg
- 1500 v. Chr. Funde auf dem Vohburger Burgberg weisen auf eine dortige Besiedlung in der Bronzezeit hin
- 895 n. Chr. Erstmalige Erwähnung einer „größeren befestigten Hofanlage“ auf dem Burgberg. Diese war im Besitz eines 'Pernhard de Vohapurch'.
- 911–1081 Die Grafen von Vohburg werden als auf der Burg ansässige Adelige dokumentiert
- 1081 Mit der Hochzeit der Beatrix von Vohburg (Witwe des Pfalzgrafen Cuno II.) mit Rapoto III. von Cham erlosch das Geschlecht der Vohburger Grafen. Die Diepoldinger (Der Name ist bis heute noch im häufig in der Region vorkommenden Familiennamen Diepold verwurzelt) regierten nun über die Vohburg. Dies hatte bereits 25 Jahre danach schwerwiegende Folgen für die Vohburg.
- 1104–1106 Nachdem der Deutsche Kaiser Heinrich IV. vom Papst mit einem Bannfluch belegt und entmachtet worden war (siehe auch unter Gang nach Canossa), schwand dessen Fürspruch unter den deutschen Fürsten und insbesondere bei seinem Sohn Heinrich V., der ihn 1104 gefangen nahm und seinen Thron bestieg. Als wichtiger Berater fungierte Markgraf Diepold von Vohburg, der mit wenigen anderen Fürsten die entscheidende Rolle bei der Thronbesteigung Heinrichs V. spielte. Heinrich IV. konnte sich aus der Gefangenschaft befreien und bestrafte die Haupthetzer, unter denen, wie oben bereits aufgeführt, der Diepoldinger war: Die Burg von Vohburg wurde 1105 durch Truppen des verbündeten Markgrafen Luitpold von Österreich und dessen Schwager, dem Böhmenkönig Bořivoj II., vollkommen zerstört. Als der gestürzte König jedoch bereits 1106 starb und von Seiten seiner Verbündeten nichts Kriegerisches zu erwarten war, baute Diepold die Burg nach seinen Vorstellungen auf.[8]

### Von den Wittelsbachern bis zur dritten Zerstörung der Vohburg
- ab 1204 war die Burg in Besitz der Wittelsbacher
- 1246 Hochzeit von Elisabeth von Bayern, Tochter des Herzogs Otto II. des Erlauchten, mit dem römisch-deutschen König Konrad IV.
- 1316 Nachdem Ludwig der Strenge gestorben war, ging die Vohburg an dessen Sohn Herzog Rudolf. Es kam zum Zerwürfnis zwischen Rudolf und seinem Bruder Herzog Ludwig der Bayer, dem späteren deutschen Kaiser. Im Streit der zwei Brüder zerstörte Ludwig den Prachtbau der Diepoldinger auf dem Burgberg und weitere Besitzungen seines Bruders. Dieser zeigte sich unterworfen und zog sich von der Regierung und vom Anspruch auf Vohburg zurück.[9]

- 1316–1414 Bis zum Wiederaufbau wurde die zerstörte Burg 100 Jahre lang an sämtliche (weltliche und geistliche) Fürsten verschachert und verschoben. Als Pfleger sind in diesem Zeitraum die Schilwazen belegt[10]. Die Schilwazen hatten neben ihrem Einfluss in Vohburg Besitzungen in Schillwitzhausen, Irsching, Ilmendorf, Engelbrechtsmünster und Wöhr.
- 1414 Herzog Ernst von Bayern baute die Burg auf den Grundmauern des Diepoldinger Baus wieder auf.
- 1641 Die Vohburg wurde zum dritten und letzten Mal zerstört. Als die Schweden im Dreißigjährigen Krieg unter General Banér Vohburg erreichten, zerstörten sie die Burg ein letztes Mal in ihrer Geschichte. Das Siedlungsgebiet bzw. der Markt am Fuße der Vohburg konnte durch eine beträchtliche Brandsteuer vor der Verwüstung gerettet werden. Viele Bürger von Vohburg flohen in die nahe gelegenen Wälder oder in das gut geschützte Ingolstadt.[11] Dieser Einschnitt in die Stadtgeschichte zieht einen endgültigen Schlussstrich unter die mittelalterliche Bedeutung der Vohburg und markiert einen Wendepunkt in der Geschichte der Stadt.

### Vom Spanischen Erbfolgekrieg bis zur jüngsten Geschichte der Stadt
- 1704 Nach einer kurzen Belagerung durch die Österreicher im Spanischen Erbfolgekrieg wurde Vohburg von den Österreichern erobert und der Markt sowie die umliegenden Dörfer geplündert. Im November 1704 machte Prinz Eugen von Savoyen in Vohburg Halt, dessen Pferden sogar neue Stallungen gebaut werden mussten. Die Besatzungszeit durch die Österreicher dauerte bis 1715, in der Vohburg immer wieder durch hohe Kriegskosten geschröpft wurde.[12]
- 1809 Napoleon übernachtete am 19. April im Schloss auf dem Burgberg, um sich auf die Schlacht bei Abensberg gegen die Österreicher vorzubereiten
- 1874 Inbetriebnahme des Bahnhofs Rockolding an der Bahnstrecke Regensburg–Ingolstadt (Untere Donautalbahn)
- 1889 Umbenennung des Bahnhofs Rockolding in „Bahnhof Vohburg“
- 1952 Erhebung zur Stadt durch Wilhelm Hoegner
- 1958–1960 Einrichtung einer zentralen Wasserversorgung
- 1959 Errichtung des Wasserturms auf dem Burgberg
- 1966–1968 Errichtung der Erdölraffinerie der Deutschen BP (heute Bayernoil); Eröffnung durch Ministerpräsident Alfons Goppel am 16. Mai 1968
- 1967–1974 Bau des Dampfkraftwerkes (Blöcke 1 bis 3) der Isar-Amperwerke in Irsching (heute Uniper)
- 1969 Einweihung der neuerrichteten evangelischen Kirche St. Johannes an der Hartackerstraße
- 1969 Inangriffnahme des Kanalbaus
- 1972 Eröffnung des Warmbades Irsching
- 1972 Einweihung der neuerrichteten Grund- und Hauptschule an der Hartackerstraße
- 1978 Eröffnung des neuerrichteten Kindergartens an der Martin-Greif-Straße
- 1978–1997 Weitere Kanalbaumaßnahmen in Vohburg
- 1979 Einweihung des katholischen Pfarrheims im sanierten ehemaligen Pfarrstadel des Pfarrhofes
- 1981 Einweihung der neuerrichteten Kläranlage mit Bauhof an der Dammstraße
- 1983 Einweihung der renovierten Stadtpfarrkirche St. Peter auf dem Burgberg
- 1985 Einweihung des neuerrichteten Feuerwehrgerätehauses an der Burgstraße
- 1992 Eröffnung der Südumgehung von Menning
- 1992 Inbetriebnahme der Staustufe Vohburg
- 1994 Einweihung des sanierten ehemaligen Wirtschaftsgebäudes des Pfarrhofes
- 1995 Eröffnung der Entlastungsstraße Vohburg-Ost mit Brückenbauwerken über die Donau und Kleine Donau
- 1996 Inbetriebnahme der Mitteleuropäischen Rohölleitung (MERO) von Vohburg nach Mühlhausen bei Prag
- 1996 Einweihung der neuerrichteten Schulsportanlage
- 1996 Einweihung der renovierten Burgmaueranlage (1986–1990) mit Burgtor (1990/91) und neuer Aussegnungshalle (1994–1996)
- 1996 Einweihung der neuen Sparkassenfiliale im sanierten ehemaligen Mädchenschulhaus am Ulrich-Steinberger-Platz
- 1997 Eröffnung der Caritas-Sozialstation im renovierten ehemaligen Benefiziatenhaus am Ulrich-Steinberger-Platz
- 1999 Einweihung (Altar- und Orgelweihe) der renovierten Filialkirche St. Anton auf dem Ulrich-Steinberger-Platz
- 1999 Eröffnung des neuerrichteten Kindergartens an der Hartackerstraße
- 1999 Einweihung des Sportzentrums an der Jahnstraße
- 2004–2007 Umbau der ehemaligen Andreaskirche in ein modernes Rathaus
- 2007 Beginn der Erweiterung des Kraftwerkes Irsching und Bau einer Versuchsgasturbine
- 2008 Eröffnung des PHÖNIX-Seniorenzentrums  „Herzog Albrecht“ an der Hartackerstraße
- 2010 Einweihung der neuerrichteten Agnes-Bernauer-Halle
- 2012 Eröffnung des neuerrichteten Hauses der Musik in der Reinschmiedstraße
- 2012 Renovierung der profanierten Heilig-Geist-Kirche (Spitalkirche)
- 2013 Eröffnung der Außenstelle Nord des Landratsamtes Pfaffenhofen an der Ilm in der Donaustraße
- 2014 Einweihung des Kultur-Stadels im sanierten ehemaligen Thalmayr-Stadel an der Agnes-Bernauer-Straße
- 2014 Eröffnung der neuerrichteten Stadtbibliothek mit Tourismusbüro an der Agnes-Bernauer-Straße
- 2019 Eröffnung des Kindergartens Sankt Martin in Menning
- 2020 Einweihung des neuerrichteten evangelischen Gemeindezentrums mit der Jesuskirche an der Hartackerstraße
- 2022 Eröffnung des Museums Vohburg im ehemaligen Pflegerschloss
- 2024 Umbenennung des Bahnhofs Vohburg in „Vohburg-Rockolding“[13]

Berühmte Besucher Vohburgs im Laufe der Geschichte
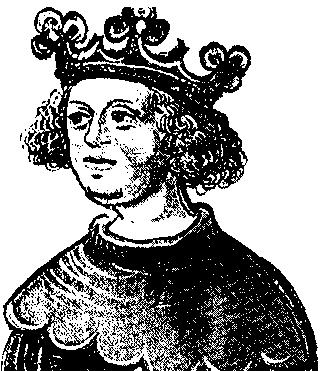
Konrad IV.
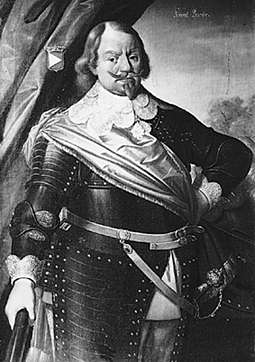
Schwedengeneral Johan Banér
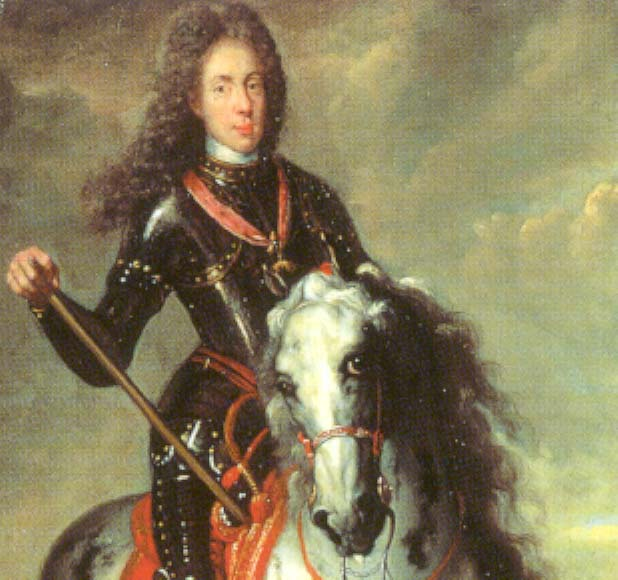
Prinz Eugen von Savoyen
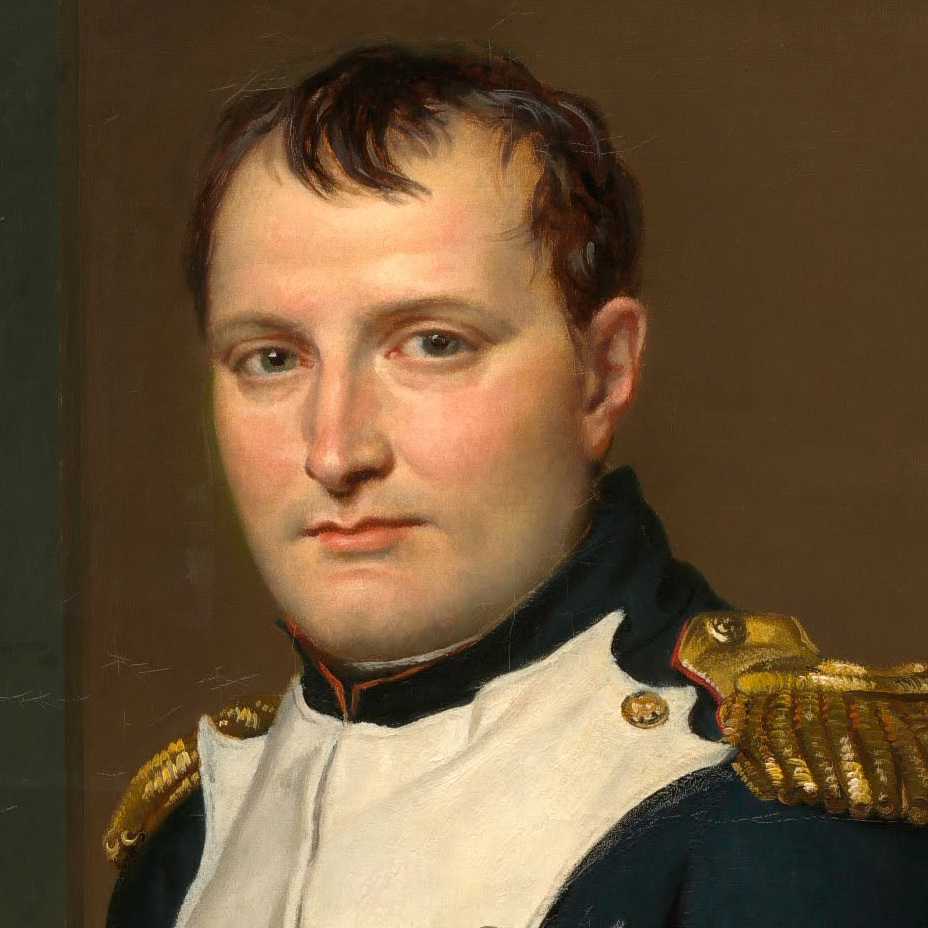
Napoleon Bonaparte

### Eingemeindungen
Im Zuge der Gebietsreform in Bayern wurde am 1. Januar 1972 die Gemeinde Hartacker eingegliedert. Am 1. Juli 1972 kamen Dünzing und Oberhartheim (beide bisher im Landkreis Ingolstadt) hinzu. Irsching, Menning und Rockolding folgten am 1. Januar 1978.

### Einwohnerentwicklung
Zwischen 1988 und 2018 stieg die Einwohnerzahl von 5.952 auf 8.312 um 2.360 Einwohner bzw. um 39,7 %.
Die Abbildung (rechts) gibt eine grobe Übersicht darüber, wie sich die Einwohnerzahl in Vohburg über die letzten 200 Jahre verändert hat. Die linke Skala gibt die Einwohnerzahl an, die untere die Jahreszahlen.
Wohnten um 1800 noch rund 1.000 Menschen in der Herzogsstadt, waren es Anfang des 21. Jahrhunderts bereits über 7.000.
Neben sämtlichen Epidemien (Nervenfieber 1813, Cholera 1854) wirkten sich auch die Kriege auf die Gesamtanzahl der Vohburger aus.
Waren es in den Napoleonischen Kriegen 16 und im Deutsch-Französischen Krieg sieben Gefallene, so sind es in den beiden Weltkriegen 270 (108 im ersten und 162 im zweiten) gefallene Vohburger Männer. Bei rund 2.000 Menschen waren das in etwa 14 Prozent der Einwohner und ca. 30 Prozent der männlichen Bürger Vohburgs.
Nach dem Ende des Zweiten Weltkriegs stieg die Einwohnerzahl Vohburgs sprunghaft an. Im Zuge der Flucht und Vertreibung der Deutschen aus den deutschen Ostgebieten und aus Mittel-, Ost- und Südosteuropa kamen zwischen 1945 und 1950 insgesamt 617 Heimatvertriebene, Flüchtlinge und verschleppte Zwangsarbeiter nach Vohburg. Die Mehrzahl dieser offiziell erfassten Personen stammte aus dem Sudetenland (rund 60 %) und Schlesien (rund 25 %), der Rest (rund 15 %) aus Pommern, Ost-Brandenburg, West- und Ostpreußen sowie anderen deutschen Siedlungsgebieten.
In der Nachkriegszeit wuchs Vohburg stetig weiter.
Auch die Eingemeindungen von Hartacker (348 Einwohner), Oberhartheim und Pleiling (156) und Dünzing (437) im Jahr 1972 bewirkten einen starken Anstieg der Einwohnerzahlen (hellblauer Balken). Im Jahr 1978 wurden die Gemeinden Irsching (699 Einwohner), Menning (438) und Rockolding (545) eingemeindet, was sich am sprunghaften Anstieg im Jahr 1978 zeigt.
Ende 2024 lebten in Vohburg 8.903 Einwohner (Stand: 30. September 2024).

## Politik

### Kommunalpolitik in der Nachkriegszeit
Mit der Einnahme Vohburgs durch amerikanische Truppen am 27. April 1945 beginnt das derzeitige Kapitel der Vohburger Geschichte. Nachdem bei den Kampfhandlungen 66 Wehrmachtssoldaten gefallen und sechs Zivilisten getötet worden waren, wurde Vohburg von den Amerikanern besetzt. Der in Offenstetten geborene Vohburger Alfons Hierhammer (1904–1975), der viele Jahre in den Vereinigten Staaten gelebt und sogar die amerikanische Staatsbürgerschaft innehatte, wurde am 4. Mai 1945 vom Gouverneur von Pfaffenhofen, Major Graham, als Bürgermeister eingesetzt. Der Bürgermeister unter den Nationalsozialisten, Joseph Lohr aus Hartacker, wurde abgesetzt.
Hierhammers Englischkenntnisse, seine Beziehungen zu den Amerikanern und sein politisches Geschick in den schwierigen Zeiten erwiesen sich als Glücksfall für die damalige Marktgemeinde. So wurde rasch eine Behelfsbrücke über die Donau gebaut, nachdem beim Kampf um Vohburg die eiserne Donaubrücke zerstört worden war. Auch erhielten die Vohburger auf Veranlassung Hierhammers die Kirchenglocken zurück, die ihnen die Nationalsozialisten genommen hatten (siehe ARG von 1947–1953).
Alfons Hierhammer bewirkte außerdem, dass Vohburg 1952 von Wilhelm Hoegner zur Stadt erhoben wurde. In seine Amtszeit fallen auch die Planung und der Bau der BP-Raffinerie in Vohburg, die 1968 offiziell eröffnet wurde. Hierhammer wurde von den Bürgern 1946 erstmals zum Bürgermeister gewählt. Bei den Wahlen von 1948, 1952, 1956, 1960 und 1966 wurde er im Amt bestätigt, ehe er 1970 aus gesundheitlichen Gründen zurücktrat. Der wirtschaftliche Aufschwung in der Nachkriegszeit sowie das neue Selbstbewusstsein, als „Stadt Vohburg“ nach Jahrhunderten ohne jegliche Bedeutung wieder stärkere Wertschätzung in der Region zu erhalten, führten zu einer Blütezeit, die bis heute andauert.

### Stadtrat
Der Vohburger Stadtrat besteht aus 20 Stadtratsmitgliedern und dem ersten Bürgermeister.
Die Kommunalwahl 1990 nimmt in der jüngeren politischen Geschichte der Stadt eine Schlüsselrolle ein. Unter Bürgermeister Josef Hammerschmid (Freie Wähler) ziehen bei der Wahl zum ersten Mal die im September 1989 gegründeten Aktiven Vohburger (AV) mit vier Sitzen in den Stadtrat ein. Die Anteile der Aktiven Vohburger wachsen in den darauffolgenden Jahrzehnten stetig an und machen sie 2008 und 2020 zur größten Fraktion im Vohburger Stadtrat.
Folgende Abbildung stellt die Sitzverteilung im Vohburger Stadtrat zwischen 1990 und 2020 grafisch dar (grau: CSU; rot: SPD; magenta: Aktive Vohburger, AV; orange: Freie Wähler, FW):
Im Folgenden die Stimmenanteile bei den Stadtratswahlen im Zeitraum 1990–2020:
| Wahljahr | CSU    | SPD    | FW 1   | AV     | FDP   | REP   |
| -------- | ------ | ------ | ------ | ------ | ----- | ----- |
| 1990     | 25,2 % | 17,0 % | 36,9 % | 17,2 % | —     | 3,7 % |
| 1996     | 25,4 % | 22,9 % | 38,8 % | 12,9 % | —     | —     |
| 2002     | 30,9 % | 19,8 % | 26,8 % | 18,2 % | 4,2 % | —     |
| 2008     | 20,9 % | 25,7 % | 24,8 % | 28,6 % | —     | —     |
| 2014     | 19,6 % | 33,1 % | 18,7 % | 28,6 % | —     | —     |
| 2020     | 18,1 % | 27,2 % | 25,8 % | 28,9 % | —     | —     |

### Bürgermeister
Bürgermeister im 20. und 21. Jahrhundert:
| - Ludwig Piller, Seilermeister (1899–1911) - Simon Grimm, Landwirt und Schweinehändler (1911–1917) - Joseph Schranner, Maurermeister (1919–1928) - Max Bogner, Schneidermeister (1929–1933) - Karl Strasser, Spenglermeister (1933) - Franz X. Mayer, Krämer (1933–1935) | - Joseph Lohr, Mühlenbesitzer (1935–1945) - Alfons Hierhammer, MdL (Sozialer Bürgerblock/SPD, 1945–1970; † 1975) - Josef Piller, Kaufmann (CSU, 1971–1978; † 2016) - Josef Hammerschmid, Diplom-Ingenieur (FW, 1978–1996; † 2022) - Rudi Fahn, Techniker (CSU, 1996–2008; † 2010) - Martin Schmid, Polizeibeamter (SPD, seit 2008) |

### Parteien und Personen
Im Zeitraum von 1990 bis 2020 wird die CSU in Vohburg geprägt von Rudi Fahn, Bürgermeister von 1996–2008, und Xaver Dietz, langjähriger Vorsitzender des CSU-Ortsverbandes. Der starke Mann der SPD ist Martin Schmid, unter Fahn zunächst 2. Bürgermeister. Schmid setzt sich 2008 gegen Werner Ludsteck (AV) bei der Stichwahl durch und ist bis heute Bürgermeister der Stadt. Die Freien Wähler stellten mit Josef Hammerschmid von 1978 bis 1996 den Bürgermeister, sind daraufhin jedoch zweimal in der Bürgermeister-Stichwahl (Kandidat beide Male: Josef Stangl) der CSU unter Fahn unterlegen. Seit Mitte der 2000er bringt sich bei den Freien Wählern vor allem Ernst Müller ein. Bei den Aktiven Vohburger sind es Werner Ludsteck und Sepp Steinberger, die langjährig die Fraktion im Stadtrat anführen.

### Wappen
| Wappen der Stadt Vohburg an der Donau | Blasonierung: „In Silber ein steigender roter Fuchs.“ |
| Wappen der Stadt Vohburg an der Donau | Das Wappen wird seit dem 14. Jahrhundert geführt.     |

### Städtepartnerschaften
- Clermont (Oise) in der Picardie, Frankreich

## Religion

### Katholische Pfarreien und Kirchen der Stadt

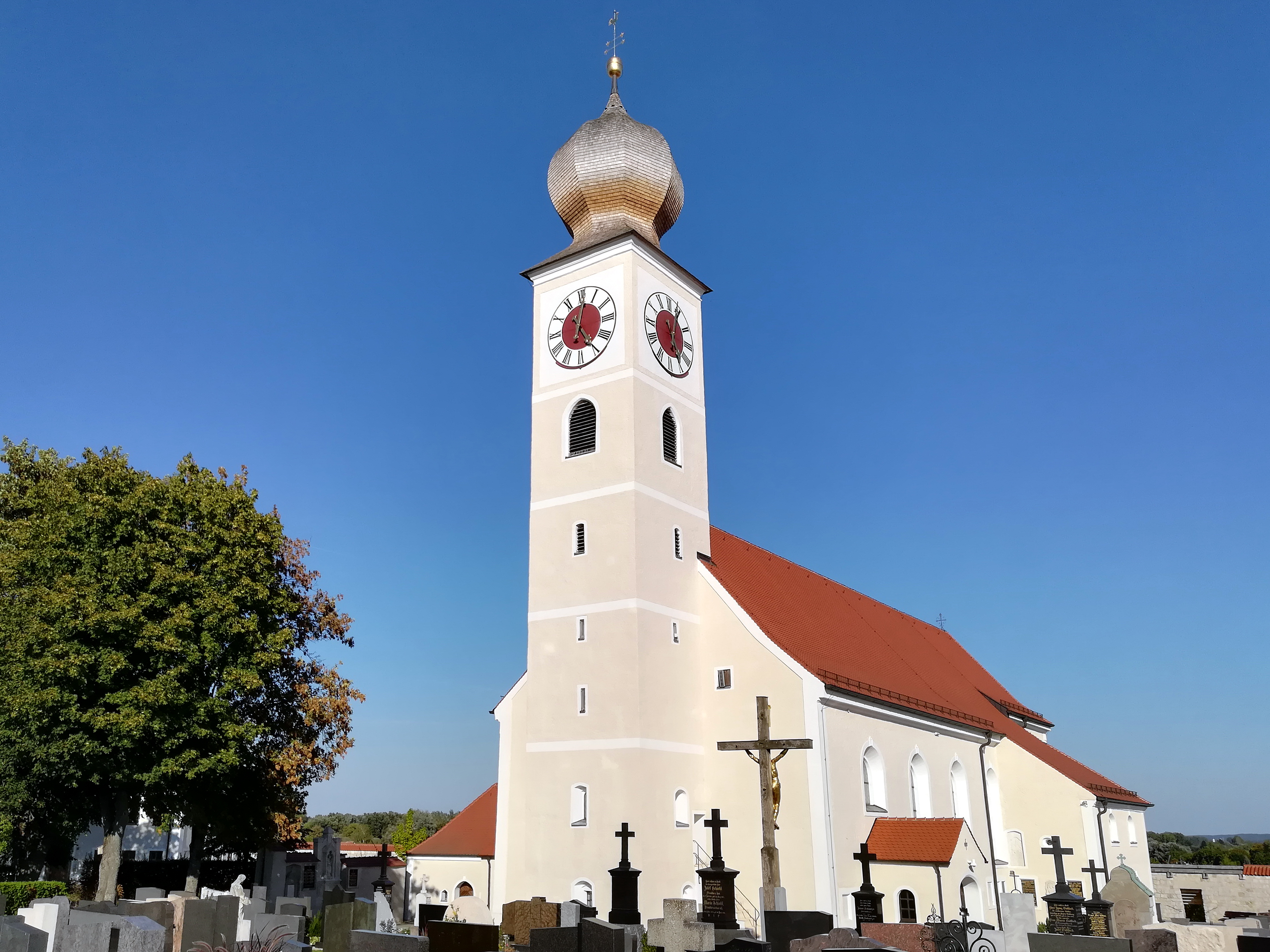
Stadtpfarrkirche St. Peter auf dem Burgberg

In Vohburg prägen neben der profanierten Kirche St. Andreas, dem heutigen Rathaus, vor allem die Stadtpfarrkirche St. Peter auf dem Burgberg und die ehemalige Klosterkirche St. Anton am Ulrich-Steinberger-Platz das Stadtbild.
St. Peter entstand in ihrem heutigen Ausmaß zwischen 1820 und 1823. Sie ist die Pfarrkirche der Pfarrei St. Peter. Seit den Anfängen der Besiedelung des Burgbergs wurden an der heutigen Stelle der Kirche sakrale Bauten errichtet. Das Spektrum reichte von der einfachen Holzkirche bis hin zum mittelalterlichen Gotikbau. 1697/98 wurde hier die vierte Kirche errichtet, die im barocken Stil gehalten war. 1717 wurde der Kirchturm teilweise abgerissen und der bis heute charakteristische Zwiebelturm aufgebaut. St. Peter befand sich Mitte des 18. Jahrhunderts in einem sehr schlechten Zustand. Nachdem man zwischenzeitlich sogar überlegt hatte, die baufällige Kirche ganz dem Ruin preiszugeben, entschied man sich letztlich doch für eine weitere Erneuerung, mit der 1820 begonnen wurde. In der Amtszeit des Pfarrers Franz Xaver Lettner wurde anfangs das Kirchenschiff instand gesetzt sowie ein neuer, geräumiger Chorbau auf der Ostseite errichtet. Das Kartuschenschild mit der entsprechenden Jahreszahl an der Außenseite von St. Peter erinnert heute noch daran. Nach dreijähriger Renovierungszeit wurde das Gotteshaus durch den Regensburger Bischof Johann Michael Sailer am 26. Oktober 1823 feierlich eingeweiht und erhielt den Status der Pfarrkirche zurück. Trotz mehrerer Instandsetzungen in der folgenden Zeit war eine Gesamtrenovierung der Kirche von 1980-1983 unausweichlich. Auch in der jüngeren Vergangenheit wurde sie in mehreren Bauabschnitten zunächst von 2008 bis 2010 außen und 2012 auch innen saniert.
St. Anton stellt die Filialkirche der katholischen Pfarrei St. Peter dar und wurde zwischen 1726 und 1728 in der heutigen Größe von den Franziskanern erbaut. Auf Grund der Aufhebung des Franziskanerklosters durch die Säkularisation im Jahr 1802, standen das Klostergebäude und die Kirche ein Jahr leer, bevor sie von 1803 bis 1823 als Pfarrkirchenersatz für die noch im Umbau befindliche Peterskirche diente. Das ehemalige Klostergebäude wurde bis ins 20. Jahrhundert als Schule genutzt. Heute befinden sich darin die Vohburger Filiale der Vereinigten Sparkassen des Landkreises Pfaffenhofen an der Ilm und eine Arztpraxis. St. Anton wurde 1880, 1922, 1946/47, 1965 und in den 1990er Jahren renoviert. Bei der letztgenannten Renovierung wurde die Kirche mit einer neuen Orgel ausgestattet und der Altarraum neu gestaltet.
Die Kirchen der nördlich von Vohburg gelegenen Ortsteile Dünzing (St. Nikolaus) und Oberhartheim (Mariä Himmelfahrt) sind Filialkirchen der Pfarrei St. Peter im Vohburger Stadtkern. Hingegen ist Menning (St. Martin) eine eigene Pfarrei, wird jedoch von Vohburg aus im Rahmen einer Pfarreiengemeinschaft mitbetreut.
Von der Pfarrei St. Ottilia in Irsching werden die Filialkirche in Knodorf sowie die Pfarrei Ernsgaden (mit der Filialkirche in Westenhausen) und die Expositur Ilmendorf (mit der Filialkirche in Rockolding) betreut.
Die Pastorale Planung im Bistum Regensburg für 2024 bis 2034 sieht vor, dass die Pfarreien Vohburg (mit Hartacker, Oberdünzing, Dünzing, Oberhartheim und Teilen von Wackerstein), Ernsgaden (mit Westenhausen), Irsching (mit Knodorf), Menning (mit Pleiling und Auhöfe), Münchsmünster (mit Ober-, Mitter- und Niederwöhr, Griesham und Schwaig) und die Expositur Ilmendorf (mit Rockolding, Höfartsmühle und Einberg) zu einer einzigen Pfarreiengemeinschaft mit etwa 9.000 Katholiken zusammengefasst werden.

### Der selige Bauer

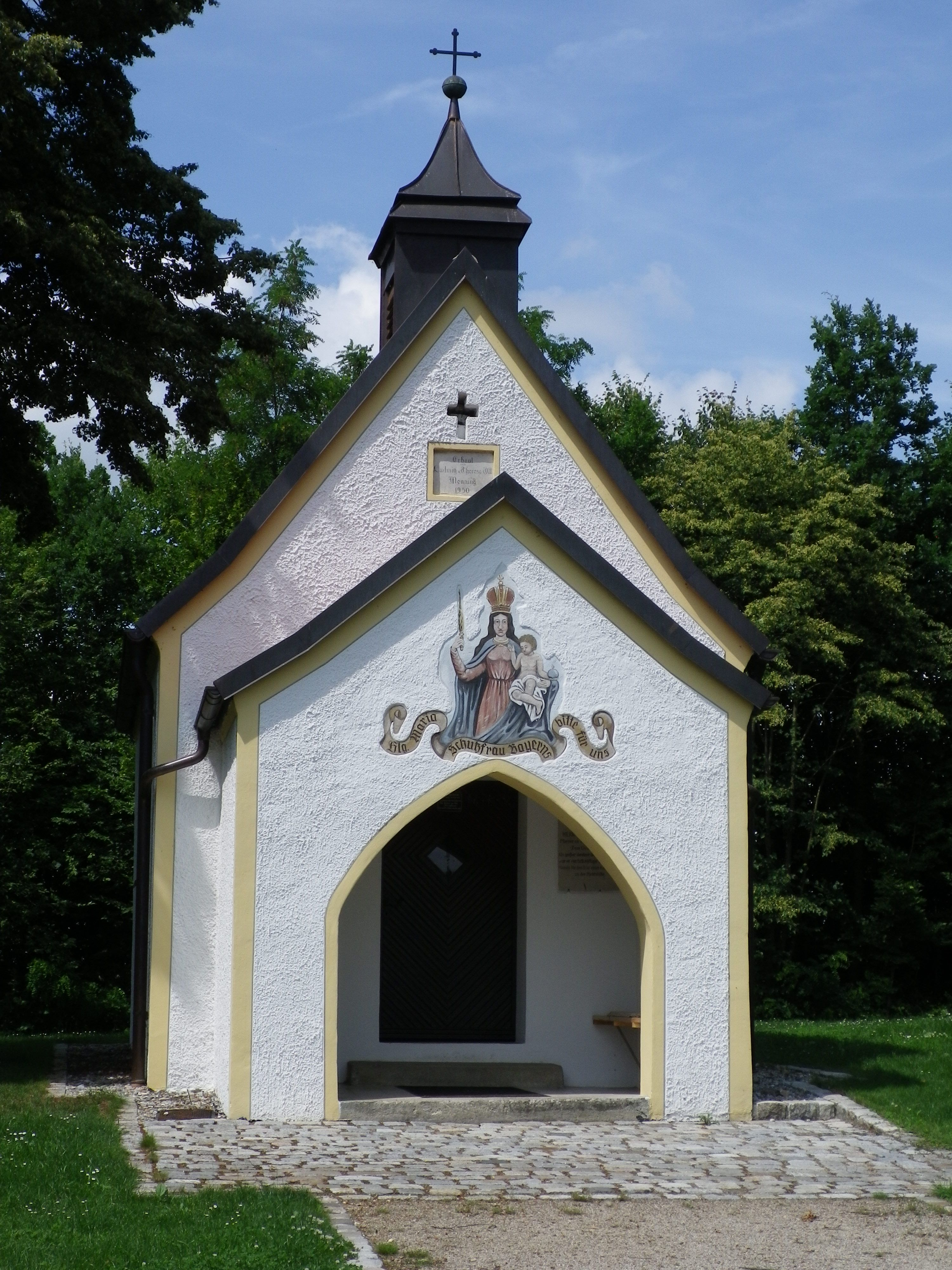
Herz-Jesu-Kapelle zum Gedenken an den seligen Bauern

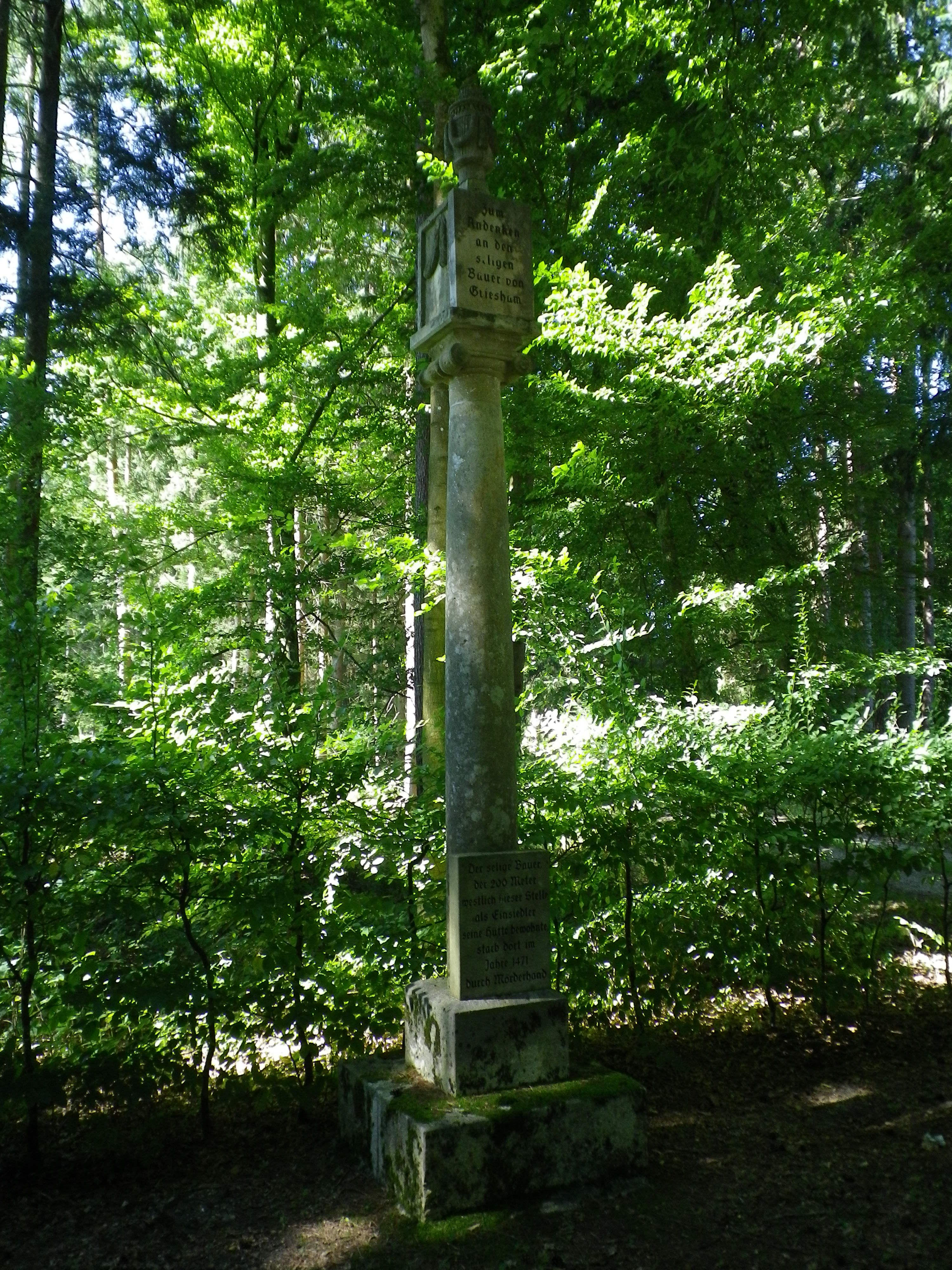
Säule zum Andenken an den seligen Bauern

Die Geschichte des seligen Bauern weist für die katholische Gemeinde in Vohburg eine große Bedeutung auf. Sie handelt von dem frommen Landwirt Johann, der Ende des 15. Jahrhunderts bei Griesham gelebt haben soll. Nachdem seine Frau und Kinder gestorben waren, hätte er sich der Legende nach als Einsiedler im Dürnbucher Forst zurückgezogen und seinen Besitz der Kirche überlassen. In seiner Hütte sei der fromme Mann eines Tages von zwei Räubern überfallen, misshandelt und aufgehängt worden.
Als man ihn fand, wiesen alle Indizien auf einen Suizid hin. Wie es bei Selbstmördern früher üblich war, wurde der Leichnam nicht auf dem Friedhof bestattet, sondern auf dem Galgenberg neben dem Balken verscharrt. Die Geschichte besagt weiter, dass ein paar Wochen später nach dem Besuch auf dem Jahrmarkt in Vohburg Menschen das Grab aufsuchten und beim Anblick der Richtstätte plötzlich Blinde unter ihnen wieder sehen und Lahme wieder gehen konnten. Diese Wunderheilungen nahmen die Menschen als Beweis für die Unschuld und Heiligkeit des seligen Bauern. Auch die zwei Räuber wurden kurze Zeit darauf gestellt und gaben den Mord am Einsiedler aus dem Dürnbucher Forst zu.
Der Leichnam wurde exhumiert und auf dem Vohburger Spitalfriedhof beigesetzt. 1691 wurden die Gebeine des seligen Bauern in die angrenzende Spitalkirche überführt, 1694 in die Andreaskirche und 1880 nach St. Anton, wo sie sich bis heute befinden. Seine sterblichen Überreste ruhen in einem reichlich verzierten Reliquienschrein auf der linken Seite des Kirchenschiffs. In der Nähe seiner Hütte im Wald steht zum Andenken eine Säule, deren Inschrift lautet: „Der selige Bauer, der 200 Meter westlich dieser Stelle als Einsiedler seine Hütte bewohnte, starb dort im Jahre 1471 durch Mörderhand“.
Auf dem Galgenberg bei Menning errichtete der Menninger Landwirt Ludwig Ott im Jahre 1950 zu Ehren des seligen Bauern eine Kapelle, die 2009 restauriert wurde. Dort befinden sich auch heute noch Votivgaben von ehemals kranken und leidenden Menschen, die dem seligen Bauern dafür danken, dass er sie vom Schmerz befreit und geheilt hat. Im Mirakelbuch des seligen Bauern wurden zwischen 1694 und 1821 ca. 740 Gebetserhörungen verzeichnet.

### Evangelische Kirche

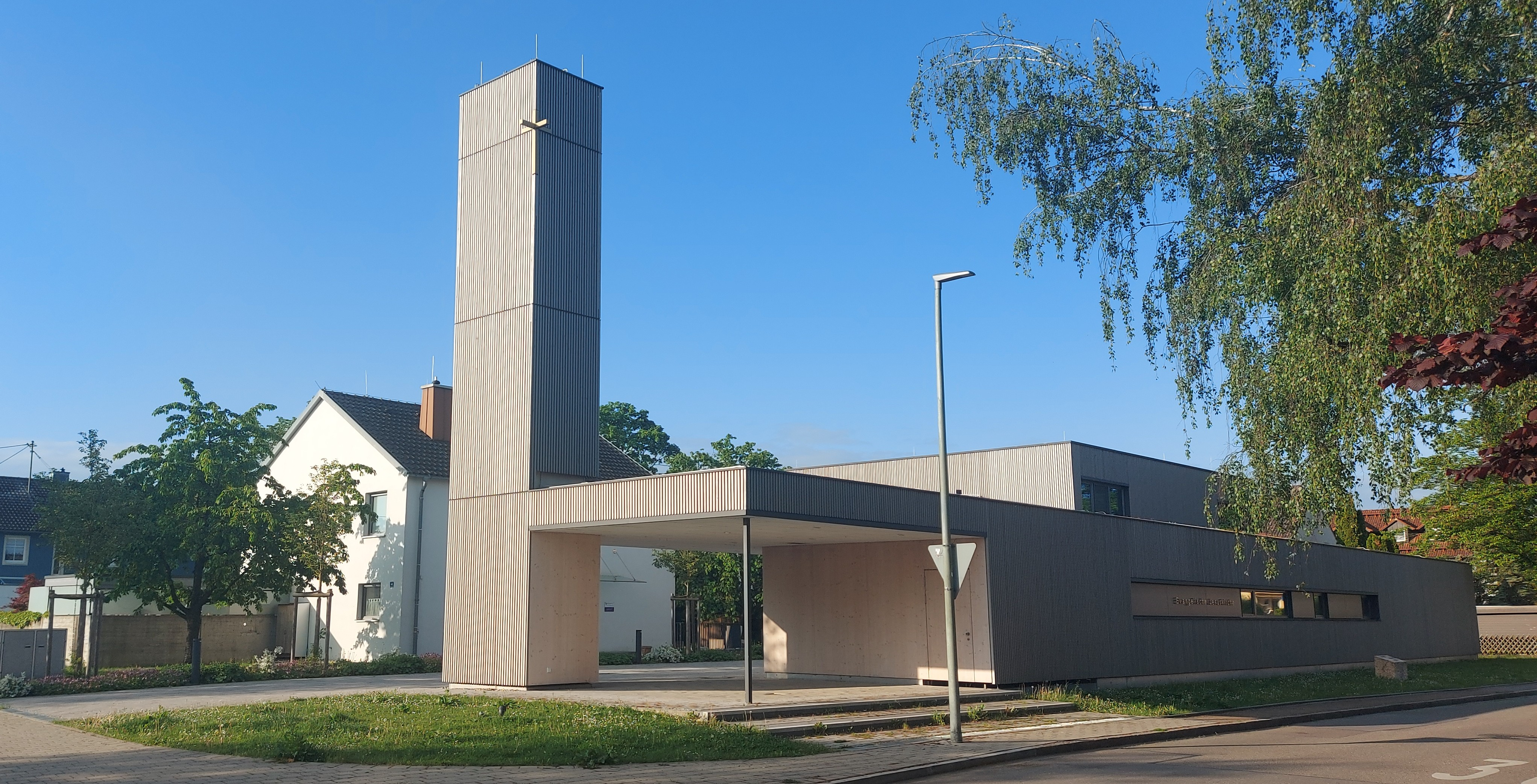
Evangelisches Gemeindezentrum mit Jesuskirche

Die Evangelisch-Lutherische Kirchengemeinde Vohburg wurde am 31. Oktober 1973 gegründet. Bereits Ende der 1960er Jahre war auf einem Grundstück an der Hartacker-/Josef-Mathes-Straße die evangelische Kirche St. Johannes in 
Montagebauweise errichtet und am Ostermontag des Jahres 1969 geweiht worden. Vorher fanden die Gottesdienste im alten Knabenschulhaus auf dem Ulrich-Steinberger-Platz statt. Zu dieser Zeit war die Kirchengemeinde noch ein Vikarsbezirk der Evangelisch-Lutherischen Kirchengemeinde St. Matthäus in Ingolstadt und wurde von dort aus durch den damaligen Vikar Reiner Schotte seelsorgerisch betreut. 1974 wurde Reiner Schotte zum ersten evangelischen Pfarrer der Vohburger Kirchengemeinde ernannt. 1979 wurde das Pfarrhaus an der Hartackerstraße erbaut, in dem auch Räume für das Pfarrbüro zur Verfügung standen.
Fast 30 Jahre wirkte Schotte als Vikar und Pfarrer in Vohburg, bevor er sich 1994 gesundheitlich angeschlagen zur Ruhe setzte und 2009 verstarb. Zu seinen Ehren und zum Gedenken an sein Wirken wurde ein Jahr später ein Gedenkstein gesetzt und der Platz in Pfarrer-Schotte-Platz benannt.

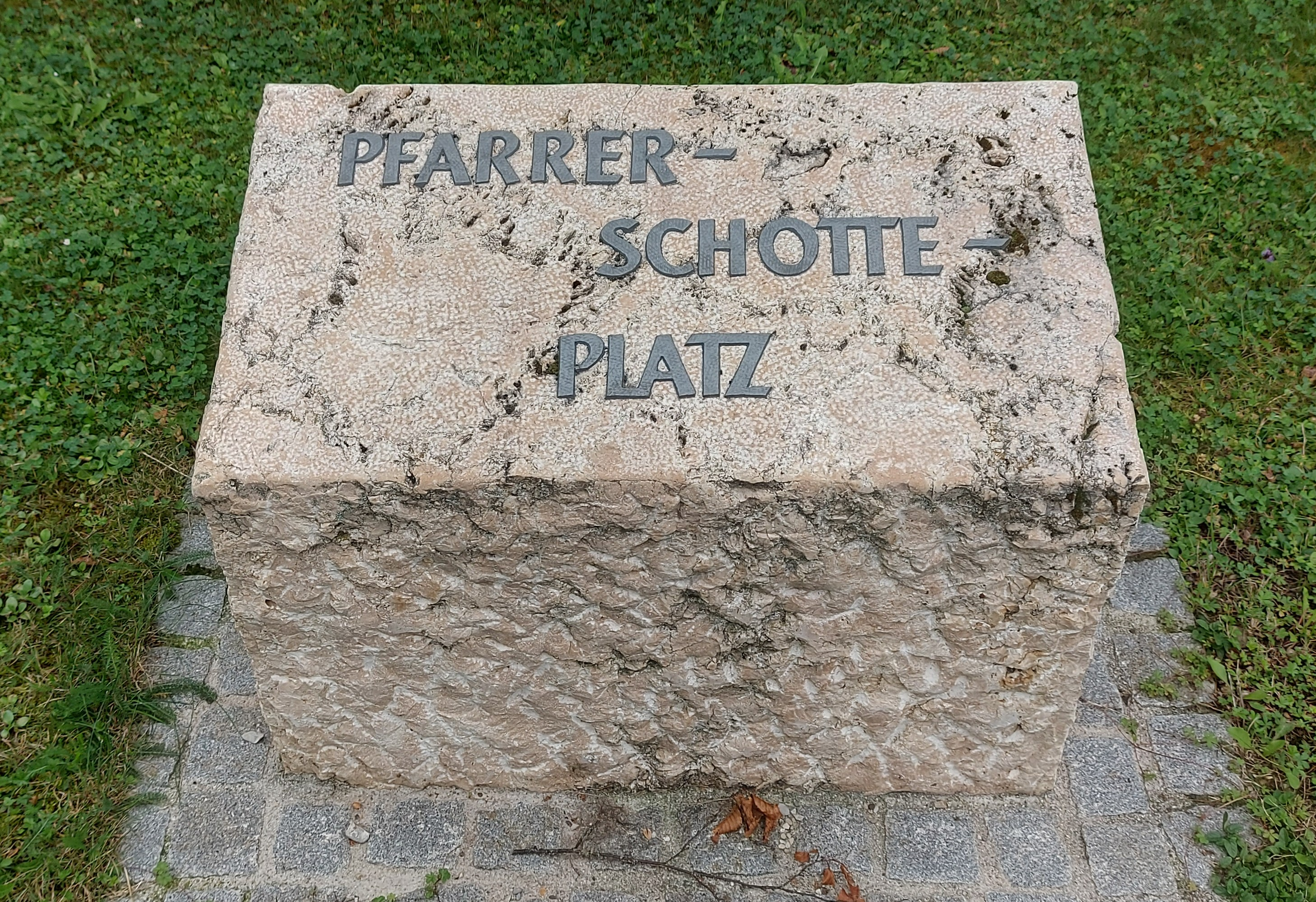
Gedenkstein am Pfarrer-Schotte-Platz

Noch 1994 folgte ihm das Pfarrerehepaar Regine und Martin Fröhlich nach. Ab 1998 bis 2010 wirkte Roland Fritsch hier, bevor 2011 Pfarrer Reinhard Wemhöner seine Arbeit in Vohburg aufnahm.
2015 wurden die Planungen für den dringend erforderlichen Neubau eines Gemeindezentrums mit Kirche in Angriff genommen. Zunächst musste die fast 50 Jahre alte Johanneskirche abgebrochen werden. Am 12. April 2018 erfolgte der erste Spatenstich, am 20. Juli 2018 dann die Grundsteinlegung. Nach knapp zweijähriger Bauzeit konnte das neue Gemeindezentrum mit der Jesuskirche im März 2020 fertiggestellt werden. Das Bauwerk wurde zusammen mit dem Kirchturm komplett in Holzbauweise errichtet und verfolgt an verschiedenen Stellen neben Funktionalität und Ästhetik auch das Ziel der Nachhaltigkeit. Eine Fotovoltaik-Anlage auf dem Dach des benachbarten Pfarrhauses soll für geringen Stromverbrauch aus dem öffentlichen Netz sorgen; die Beheizung soll sparsam, aber nutzerfreundlich erfolgen.
Auf Grund der Corona-Pandemie konnte die Einweihung erst am 29. Mai 2020 unter strengen Auflagen und in kleinem Rahmen erfolgen. Der erste Gottesdienst fand am 14. Juni 2020 statt. Zu diesem Zeitpunkt befand sich Bauherr Wemhöner bereits im Ruhestand, in den er sich zum 30. April 2020 verabschiedet hatte. Am 1. November 2020 trat sein Nachfolger Pfarrer Christoph Schürmann seinen Dienst in der hiesigen Kirchengemeinde mit rund 2.300 Mitgliedern an und wird dabei zurzeit von Diakon Peter Kessler unterstützt. Die evangelischen Christen aus dem Vohburger Umland (Ernsgaden, Geisenfeld, Münchsmünster, Pförring und Schwaig) werden ebenfalls von Vohburg aus seelsorgerisch betreut.

### Judentum
Bis 1298 existierte in Vohburg eine jüdische Kultusgemeinde, die bei der Rintfleisch-Verfolgung, vermutlich im selben Jahr, vernichtet wurde. Außer dieser urkundlich gesicherten Tatsache gibt es heute kein weiteres Zeugnis jüdischer Vergangenheit in Vohburg mehr.

## Kultur und Sehenswürdigkeiten

Burgtor (von außen)

### Burg Vohburg
Auf einem Felsstock über der Stadt befinden sich die Reste der hochmittelalterlichen Burg Vohburg. Der Burgberg dient heute größtenteils als Friedhof und als Spielstätte der regelmäßig aufgeführten Freilichtfestspiele, die einen überregionalen Bekanntheitsgrad aufweisen. Im Burgtor befindet sich an der nördlichen Innenseite das älteste Wappen Bayerns aus dem Jahr 1477, das in Steinplatten gemeißelt ist.

### Bauwerke
Das Vohburger Rathaus, das sich in der profanierten Andreaskirche im Norden des Ulrich-Steinberger-Platzes befindet, wurde von 2004 bis 2007 vollständig saniert und restauriert. Die Innenräume wurden in jahrelangen Umbauarbeiten neu eingeteilt und der Haupteingang von der West- auf die Südseite verlegt. Im Dachgeschoss wurde ein Bürgersaal eingerichtet, der auch als Sitzungssaal verwendet wird. Außerdem wurde das Fresko am Westgiebel, das die mittelalterliche Vohburg darstellt, restauriert. Das Rathaus wurde im Oktober 2007 im renovierten Zustand der Öffentlichkeit präsentiert und kurze Zeit später im Februar 2008 vom damaligen Bayerischen Ministerpräsidenten Günther Beckstein besucht.
Am östlichen Hang des Burgberges liegt das Pflegerschloss, das im Jahr 1721 neu errichtet und 1785–1786 renoviert wurde. Vom 19. zum 20. April 1809 übernachtete Napoleon im Schloss, um sich auf die Schlacht bei Abensberg gegen die Österreicher vorzubereiten. Im 20. Jahrhundert diente es als Krankenhaus und Altersheim. Seit 2022 ist in Teilen des Gebäudes das Museum Vohburg untergebracht. Zudem wurde ein Trauungszimmer eingerichtet, das Eheschließungen in einem fürstlichen Ambiente ermöglicht.

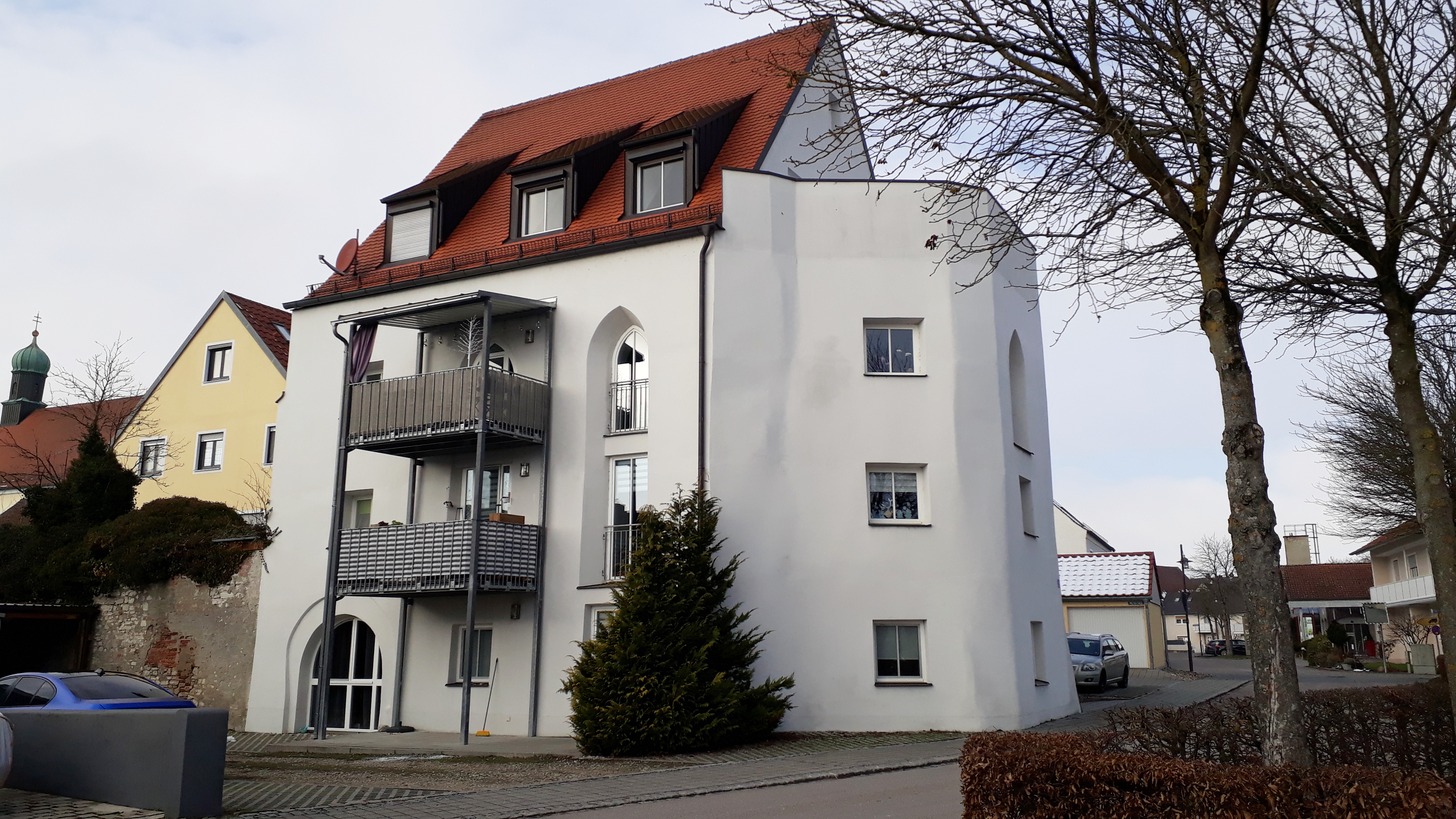
Ehemalige Heilig-Geist-Kirche (Spitalkirche)

Im Südosten der Altstadt befindet sich die ehemalige Heilig-Geist-Kirche. Das 16 Meter lange Gotteshaus wurde 1480 dem Vohburger Bürgerspital angefügt, das der vermögende Bierbrauer Hanns Reinschmid vier Jahre zuvor errichtet hatte. 1803 wurde die so genannte Spitalkirche profaniert und zusammen mit dem Wirtschaftsgebäude für 285 Gulden an einen Bürger versteigert. 1812 erfolgten die Einebnung des Spitalfriedhofs und der Umbau der Kirche zu einem Wohnhaus. Das Spital wurde 1975 abgerissen. Die Ruine der ehemaligen Spitalkirche wurde 2012 saniert und wieder mit Wohnungen ausgestattet.
Im November 2010 wurde die Agnes-Bernauer-Halle – also ein noch relativ junges Bauwerk der Stadt – eingeweiht. Die Mehrzweckhalle bietet Platz für sportliche und kulturelle Veranstaltungen und wurde mit einem Fußball-Hallenturnier der lokalen Sportvereine eröffnet, das der TV Vohburg für sich entschied. Das Gebäude befindet sich direkt neben der Schulturnhalle, kann über den Pausenhof der Grundschule und die Schulsportanlage erreicht werden und greift auf die Parkmöglichkeiten vor der Schule und an der Jahnstraße zurück.

### Stadttore
Im Zuge des Wiederaufbaus der Vohburg durch Herzog Ernst (1414/15) wurde auch die Ringmauer um Alt-Vohburg errichtet. Dieser Schutzgürtel verband die drei noch vorhandenen Stadttore, welche die Altstadt nach Norden, Westen und Süden hin abschließen. Zudem kann eine Nord-Süd-Achse durch Vohburg durch das Donautor und Kleine Donautor ausgemacht werden. Beiden Toren folgen bzw. folgten im Mittelalter die Brücken über die Donau und die Kleine Donau.
Näheres zu den Toren:

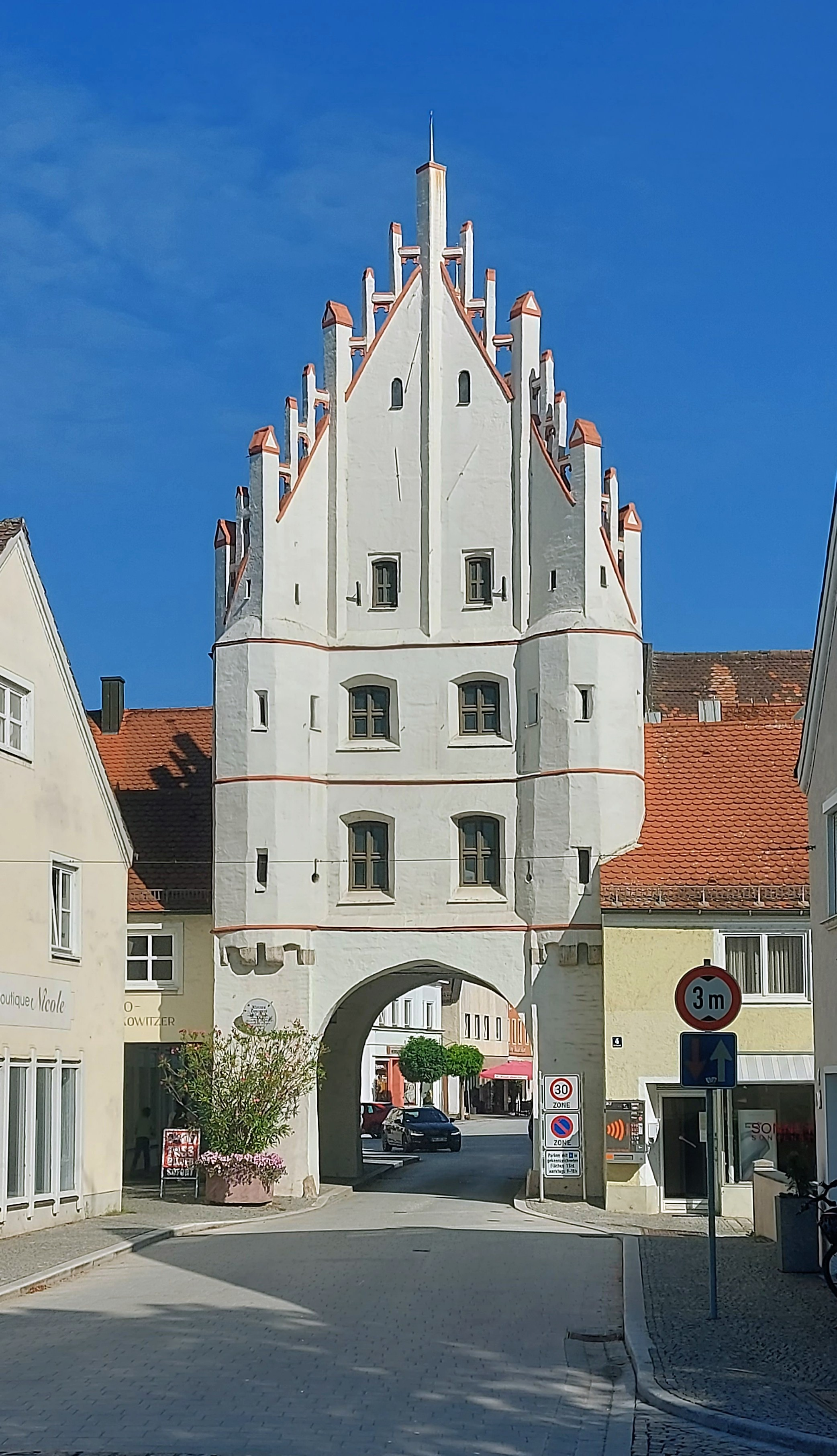
Kleines Donautor (von außen)

Das Kleine Donautor ist das unverkennbare Wahrzeichen der Stadt und bildet den Südeingang zum Ulrich-Steinberger-Platz. Der zierliche gotische Bau ist zweigeschossig. An den Giebeln steigen je fünf Dreikant-Vorsprünge empor, die sich als Fialen über die Giebellinie erheben.

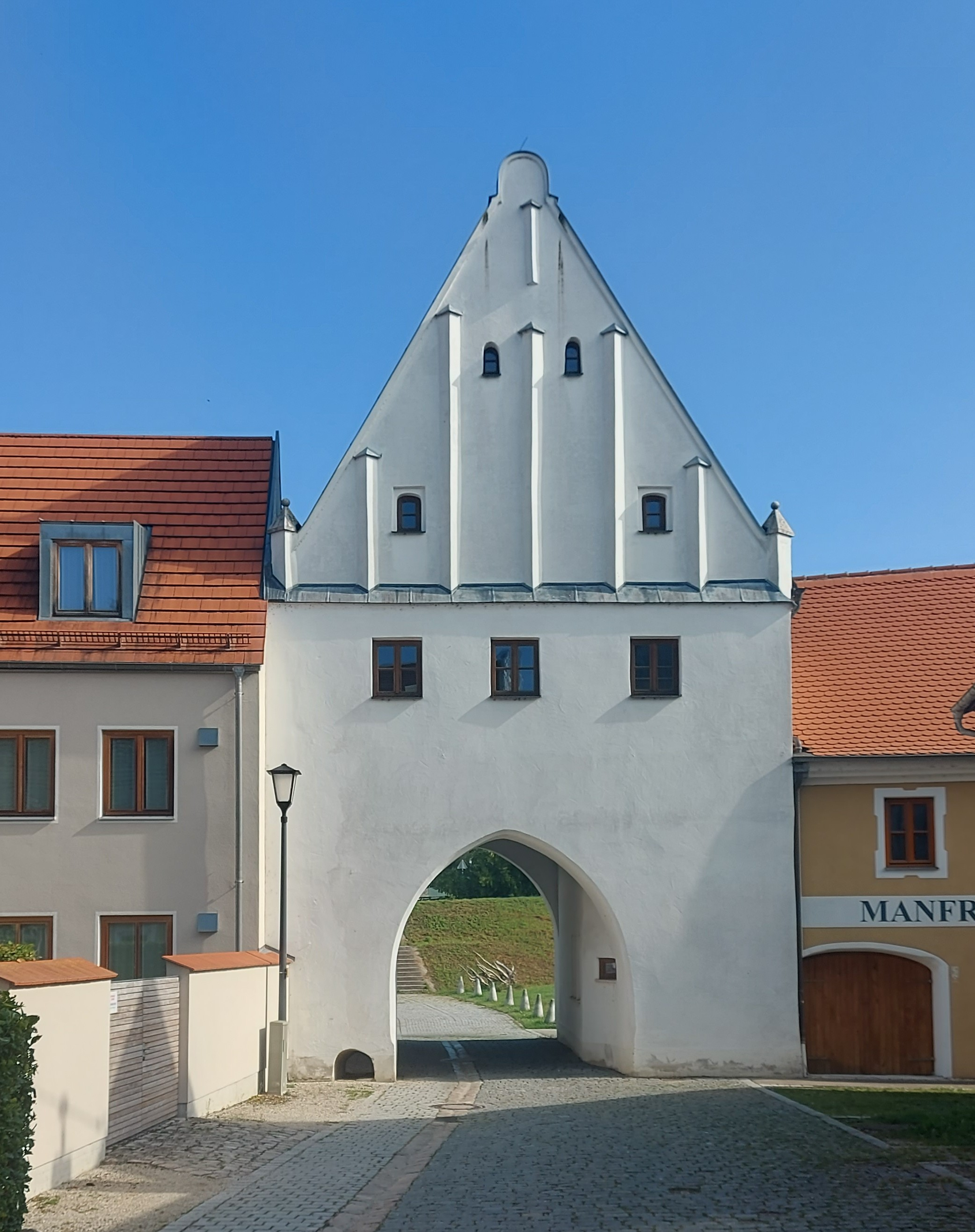
Donautor (von innen)

Das Donautor führte bis zur Erbauung der ersten Eisenbrücke im Jahre 1906 zur hölzernen Donaubrücke. Es ist massiv, in einfacher Gotik erbaut und verfügt über ein Obergeschoss. 2008 wurde das Donautor generalsaniert und am Tag des Offenen Denkmals desselben Jahres wieder der Öffentlichkeit zugänglich gemacht. Mittlerweile hat das Stadtarchiv darin eine dauerhafte Bleibe gefunden.

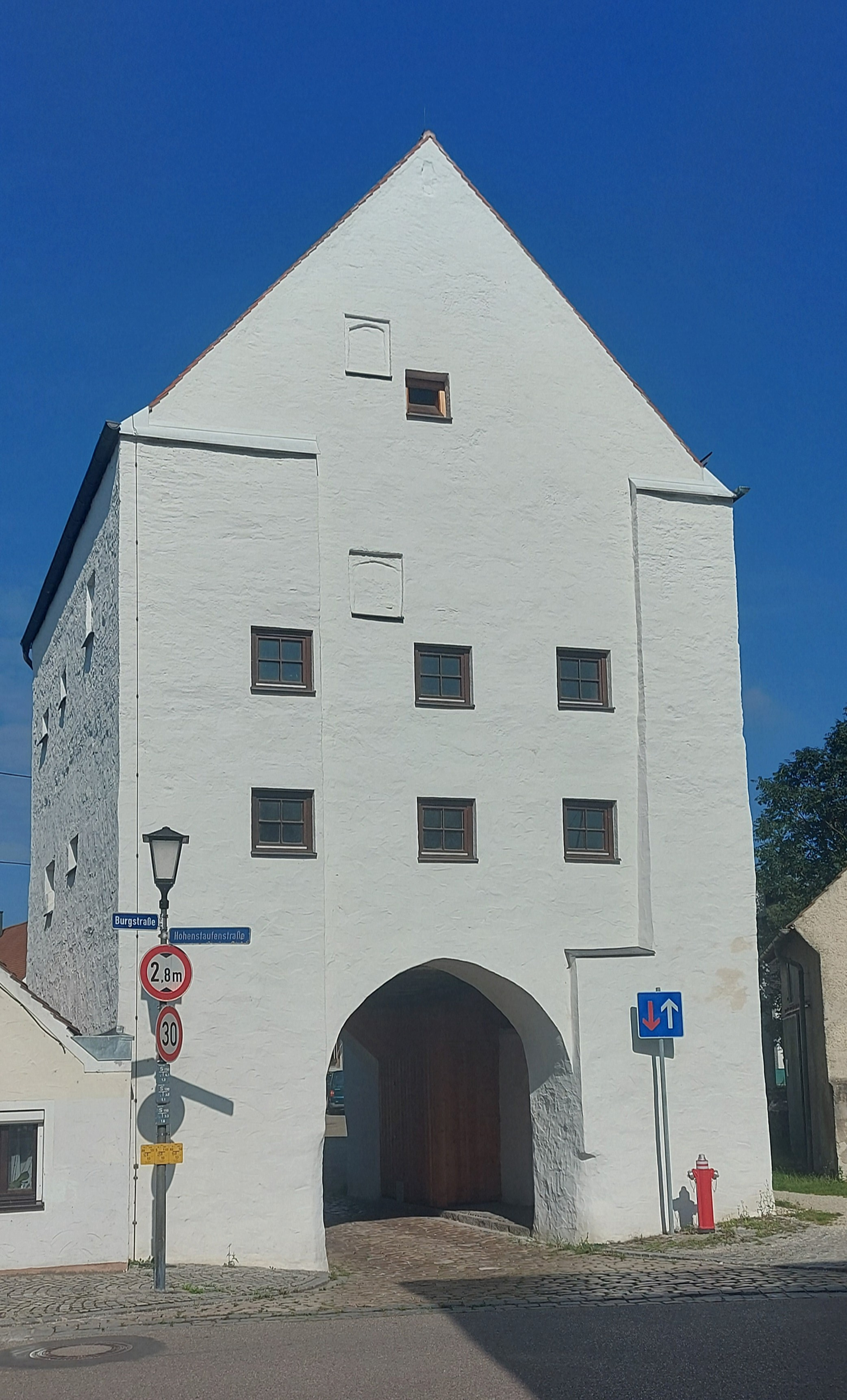
Auer Tor (von innen)

Das Auer Tor ist die dritte Bastion in der einstigen Mauerumwallung Alt-Vohburgs. Der zweigeschossige Bau ist in wuchtiger, schmuckloser Gotik gehalten und gab in früherer Zeit den Weg zu den Feldern frei, die im Westen Vohburgs lagen. 2021 wurde das Auer Tor aufwändig saniert.

Burgtor (von innen)

Auf dem Burgberg steht zudem das Burgtor, in dem das älteste Wappen Bayerns aus dem Jahr 1477 angebracht ist.

### Der „Betläuter“

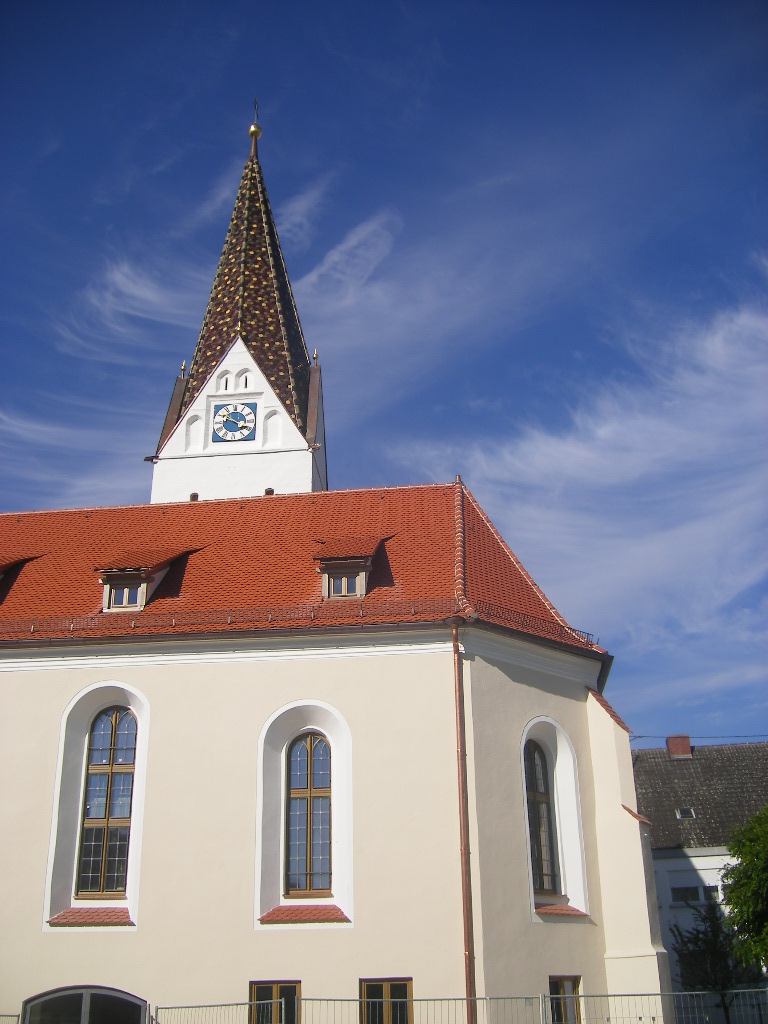
Vohburger Rathaus (St. Andreas)

Die Bedeutung des Betläuters ist tief in der Vohburger Stadtbevölkerung verankert. Er läutet üblicherweise mit einem hohen Glockenton, wenn es am Abend für die Kinder auf den Straßen Zeit wird, nach Hause zu gehen. Diese Tradition wird seit vielen Generationen gepflegt.
Der Betläuter ist eigentlich nur der Kopf eines alten Mannes an der Südseite des Andreas-Kirchturms.
Bis zur Renovierung in den 1960er Jahren hing dort der hölzerne Kopf und läutete den Kindern die Zeit, ins Bett zu gehen. Dieser Kopf zeigt ein Männlein mit spitzen Hut und einem Bart, an dem ein Glöckchen befestigt ist. Das Alter des Kopfes wird auf 400 Jahre geschätzt.
Es ist zu vermuten, dass der Kopf den Architekten oder Baumeister in stilisierter Weise zeigt, wie es zum Beispiel auch bei anderen Sakralbauten der Fall ist.
Stark verwittert und von der langen Zeit an der Andreaskirche gezeichnet, wurde er 1964 abgehängt und Mitte der 1990er Jahre durch eine Nachbildung aus Metall ersetzt.
Diese führt den Brauch fort und läutet dreimal täglich zum Angelusgebet in der dem Betläuter üblichen hellen Glockenstimme.
Zum Betläuter gibt es auch die Sage, dass der Schweinehirte Hannes ein Kartenspiel mit dem Teufel verloren und die Glocken von St. Andreas gelockert habe. Diese sollten den Messner erschlagen, was jedoch gründlich schiefging und ihn selbst das Leben kostete. Sein kopfloser Leichnam wurde an der Kirchenmauer gefunden, der Kopf mit einem Glöckchen an dessen Bart aber hing an der Kirche. Zur Erinnerung wurde später ein aus Holz geschnitzter Kopf angebracht: der Betläuter.

### Feste und Märkte

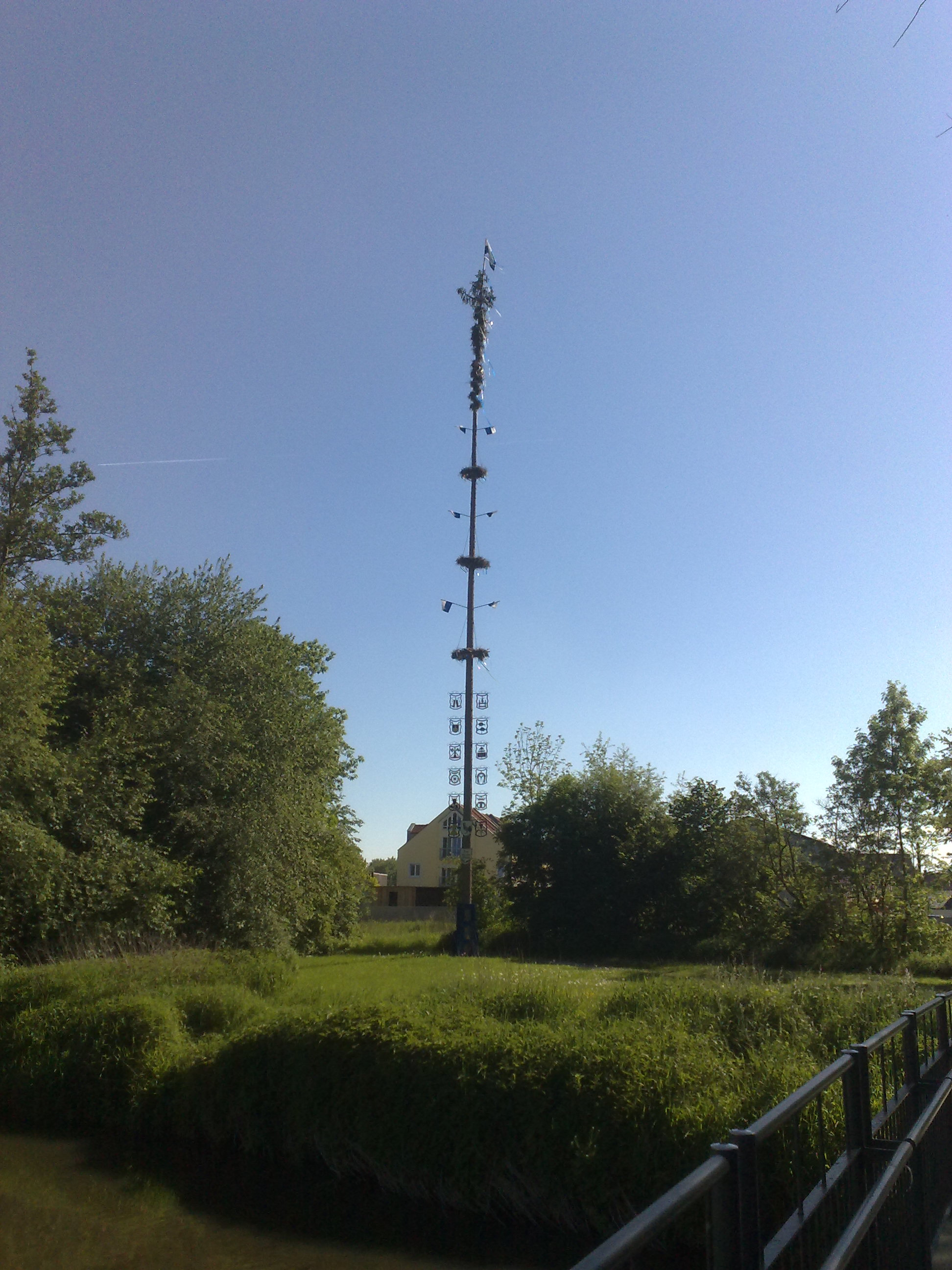
Maibaum in der Beizn (2009)

In Vohburg findet jährlich eine feste Abfolge von Märkten und Festen statt.
Den Auftakt bildet der Josefi-Markt, der an einem Sonntag im März begangen wird.
Wie in vielen Gemeinden in Bayern werden auch in Vohburg am 1. Mai Maibäume aufgestellt. Im Stadtgebiet von Vohburg stehen vier Maibäume: vor dem Rathaus auf dem Ulrich-Steinberger-Platz, in der Au beim Auer Tor, in der Beizn und auf dem Kapellenplatz in Hartacker, wobei der Maibaum in der Beizn nicht am 1. Mai, sondern bereits am 30. April aufgestellt wird. In den Vohburger Ortsteilen befinden sich ebenfalls Maibäume.
Das Fuchsburgfest (früher Bürgerfest genannt) feiert die Stadt verbunden mit dem traditionellen Petersmarkt an einem Juni-Wochenende im Stadtkern.
Im Oktober findet die vom örtlichen Aktionskreis organisierte Veranstaltung „Vohburg mit allen Sinnen“ statt. Ein buntes Programm für Groß und Klein lädt zum Verweilen in der Innenstadt ein, wobei vor allem die Kinder auf ihre Kosten kommen. Die Vohburger Geschäfte haben geöffnet und locken mit attraktiven Angeboten.
Zum Jahresausklang werden im November der Kathreinmarkt und im Dezember der Weihnachtsmarkt abgehalten.

### Agnes-Bernauer-Festspiele
Die von der Kolpingsfamilie Vohburg durchgeführten Festspiele sind seit 1909 ein fester Bestandteil im Kulturleben der Stadt.
Sie werden stets als Laienstücke von Vohburger Bürgern veranstaltet.
Bis 2005 war es die Bühnenadaption des Bernauer-Stoffes von Martin Greif, die in künstlerischer Freiheit von den Regisseuren interpretiert wurde.
Zur Feier der hundertjährigen Tradition der Spiele wurde 2009 eine neue Version der Geschichte der Agnes Bernauer verwendet: Die promovierte Theaterwissenschaftlerin Isabella Kreim aus Ingolstadt nahm sich des Themas an. Das Stück feierte am 2. Juli 2009 seine Premiere.
Im April 1909 wurde die Geschichte rund um die Augsburger Baderstochter und ihrem tragischen Ende vom Katholischen Bürgersöhneverein in Vohburg uraufgeführt.
Zur Feier des 175-jährigen Bestehens des Bürgersöhnevereins im Jahr 1926 wurde das Stück nochmals aufgeführt.
Von da an wurden die Festspiele im Abstand von 25 Jahren wiederholt.
2001 wurde das Stück erstmals als Freilichtstück gespielt. Der Erfolg veranlasste die Verantwortlichen,
den Turnus von 25 Jahren auf nur noch vier Jahre zu verkürzen und sie dauerhaft auf die Freilichtbühne auf dem Burgberg zu verlegen. Dort fanden die Festspiele von 2005 und 2009 statt.
Die Verantwortlichen der letzten Festspiele waren der Regisseur Ernst Grauvogl, die Projektleiter Sepp Steinberger und Ludwig Schleibinger, sowie der Kostümmeister Helmut Eisele. Rund 120 Vohburger wirkten 2009 an den Agnes-Bernauer-Festspielen mit.
Im Juni/Juli 2013 fanden erneut die Agnes-Bernauer-Festspiele in einer neuen Inszenierung am Vohburger Burgberg statt. Die in Vohburg aufgewachsene Münchner Theaterregisseurin Christine Neuberger, die unter anderem bei Franz Xaver Kroetz als Regieassistentin gearbeitet hat, übernahm die Regie.

### Sport und Freizeit

#### TV Vohburg
Der Turnverein Vohburg ist der größte Sportverein in Vohburg. Er wurde 1911 gegründet und beherbergt Abteilungen in den Bereichen Fußball, Leichtathletik, Turnen, Tischtennis, Stockschützen, Karate, Moderne Fitness und Freizeitradeln. Der 1. Vorsitzende ist Holger Winter, die Vereinsfarben sind Rot-Blau.
Die erste Fußball-Mannschaft des TV spielt in der Kreisklasse Pfaffenhofen (Bezirk: Oberbayern, Kreis: Donau/Isar).
Der TV Vohburg ist zudem aktueller Hallen-Stadtmeister. Im Eröffnungsturnier der Agnes-Bernauer-Halle im Herbst 2010 setzte sich die erste Mannschaft der Herren gegen Mannschaften der Ortsteile sowie benachbarter Gemeinden durch.
1999 zog der TV Vohburg von den Sportplätzen an der Griesstraße in das neu errichtete Sportzentrum an der Jahnstraße im Vohburger Gewerbegebiet. Dort befindet sich ein modernes Stadion, das neben einem Fußballfeld über eine Leichtathletiklaufbahn sowie Weitsprung- und Kugelstoßanlagen verfügt. Seitlich der Tribüne des Stadions entstand ein zeitgemäßes Vereinsheim, das von den Mitgliedern des TV in Eigenregie und gemeinsamer Schaffenskraft errichtet wurde.

#### Fußball in den weiteren Ortsteilen
Beinahe jeder Ortsteil hat einen Sportverein und somit eine Fußballabteilung. Dies führt zu einem regen Konkurrenzkampf und vielen Lokal-Derbys. So versuchen der SV Irsching-Knodorf, der FC Rockolding und der SV Menning stets den TV aus der Herzogsstadt zu besiegen.

## Wirtschaft und Infrastruktur

### Verkehr

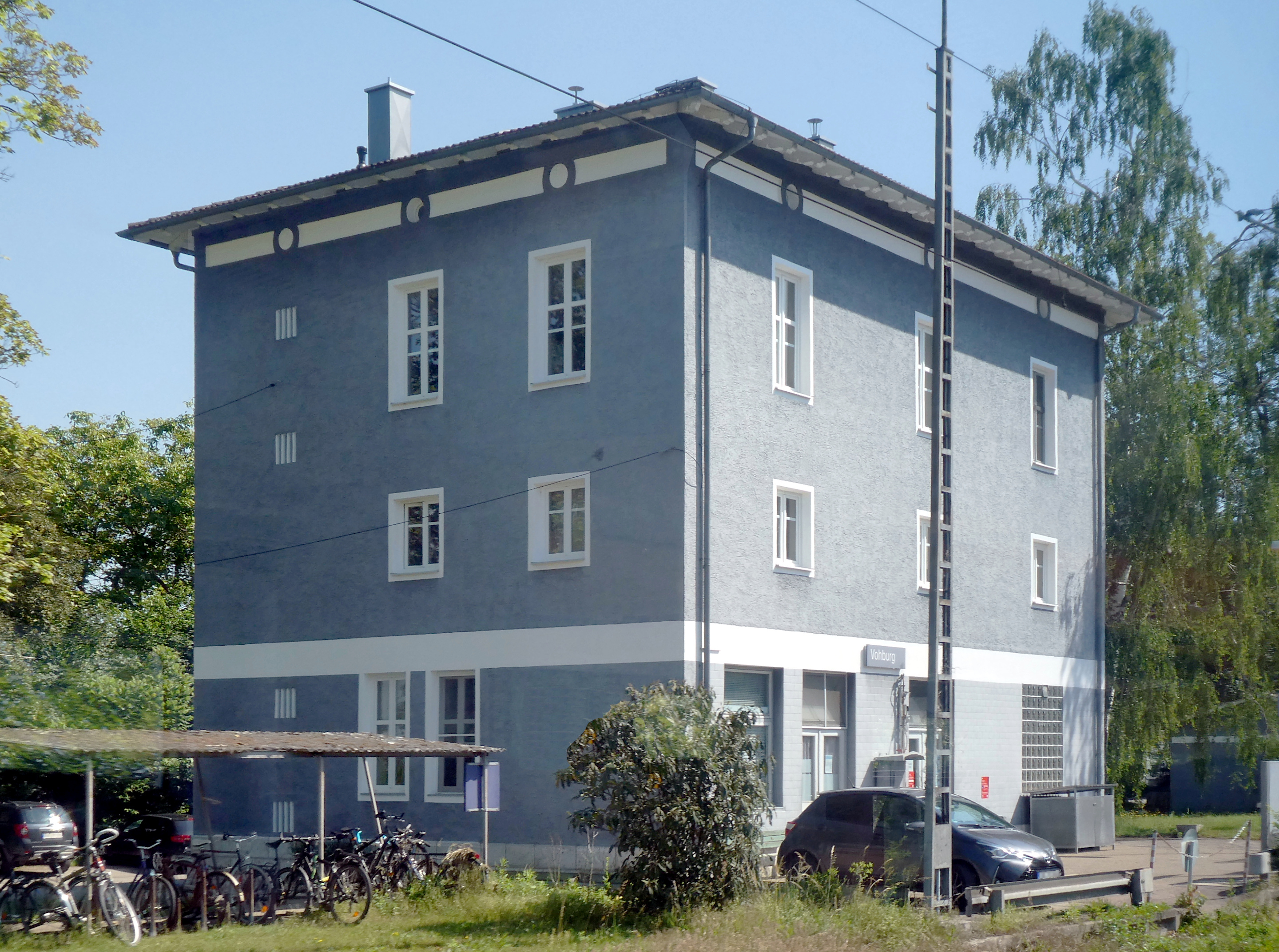
Bahnhof Vohburg-Rockolding

Der Bahnhof Vohburg-Rockolding befindet sich im Ortsteil Rockolding an der Bahnstrecke Regensburg–Ingolstadt.
Außerdem ist Vohburg über die Bundesstraßen B 16 und B 16a sowie die Staatsstraße 2232 erreichbar. Das südöstliche Stadtgebiet wird von der B 300 tangiert, die bei Münchsmünster in die B 16 mündet. Mit den Linien 26 und N26 der Ingolstädter Verkehrsgesellschaft (INVG) ist Vohburg in das Busnetz des Verkehrsverbundes Großraum Ingolstadt (VGI) integriert. Darüber hinaus werden in Vohburg und Rockolding Haltestellen der Linie 6008 Ingolstadt–Regensburg der Regionalbus Ostbayern GmbH (RBO) bedient. Vohburg liegt am Donau-Radweg, der von der Donauquelle in Donaueschingen bis nach Tultscha im Donaudelta führt, und ist Ausgangspunkt des Paartal- und Ilmtal-Radwanderweges.

### Bildung
In Vohburg befinden sich vier Kindergärten und eine Grund- und Mittelschule. Weiterführende Schulen (Realschulen, Gymnasien und Fachschulen) sind in Ingolstadt, Manching, Geisenfeld und in der Kreisstadt Pfaffenhofen an der Ilm angesiedelt. Zudem verfügt Vohburg über eine Zweigstelle der Volkshochschule des Landkreises Pfaffenhofen an der Ilm.

### Ansässige Unternehmen
Bayernoil BT Vohburg, HF Sicherheitskleidung, MERO Pipeline, CLAAS Landmaschinen, E.ON Kraftwerk Irsching, Getränke HÖRL GmbH, B1 Systems.
Am E.ON-Standort Irsching entstand ein Testfeld für die weltweit größte und leistungsstärkste Gasturbine SGT5-8000H (375 MW), die von Siemens Power Generation neu entwickelt wurde. Nach Abschluss der Testphase wurde die Gasturbine in ein modernes GuD mit einem Gesamtwirkungsgrad von 60 % integriert. Am 11. Mai 2011 erreichte der Kraftwerksblock 4 in Irsching im Probebetrieb einen Wirkungsgrad von 60,75 % und ist damit neuer Weltrekordhalter.

## Persönlichkeiten
Die Stadt wurde von ihrem Biografen Felix Joseph Lipowsky untrennbar mit der tragischen Geschichte der Augsburger Baderstochter Agnes Bernauer verbunden, einer Geliebten Herzog Albrechts III.: Albrecht III. war Statthalter in Straubing und einziger Erbe des Herzogtums, so dass eine (angeblich auf Burg Vohburg vollzogene) heimliche Hochzeit mit der „Bernauerin“ den Fortbestand der Erblinie gefährdet hätte. Albrechts Vater, Herzog Ernst von Bayern-München, ließ die Bernauerin deshalb während eines Jagdausfluges seines Sohnes gefangen nehmen und am 12. Oktober 1435 bei Straubing in der Donau ertränken.

### Ehrenbürger
Angegeben sind Name, Lebensdaten, Beruf, Verdienst für die Stadt Vohburg und schließlich das Jahr des Erlangens der Ehrenbürgerwürde
- Ulrich Steinberger (1825–1904), ab 1868 Pfarrer in Vohburg; er gilt bis heute als wohl größter Wohltäter Vohburgs; 1880[41] erster Ehrenbürger von Vohburg
- Joseph Piller (1842–1926), Pfarrer in Vohburg; 1917 wurde er anlässlich seines goldenen Priesterjubiläums zum Ehrenbürger ernannt
- Wilhelm Hoegner (1887–1980), u. a. Bayerischer Ministerpräsident; am 17. November 1952 wurde er anlässlich der Erhebung Vohburgs zur Stadt, die er veranlasst hatte, zum Ehrenbürger ernannt
- Karl Hafner (1878–1962), Lehrer und Rektor; wirkte an der Volksschule Vohburg von 1908 bis 1945; 1955 Ehrenbürgerschaft
- Josef Karg (1881–1972), Baumeister und Regierungsoberbauinspektor; trieb vor allem die Absicherung Vohburgs vor Hochwasser voran; 1956 wurde er wegen seines Engagements mit der Würde des Ehrenbürgers ausgezeichnet
- Max Bogner (1875–1957), Schneidermeister und Bürgermeister von Vohburg; 1957 wurde er posthum zum Ehrenbürger ernannt.
- Georg Huber (1883–1957), Pfarrer in Vohburg von 1932 bis 1956; 1957 erlangte er posthum den Ehrenbürgertitel
- Karl Gerz (1877–1963), Textilkaufmann; engagierte sich für die Regulierung der Ilm und die Einführung des elektrischen Lichts in Vohburg; er wurde 1957 Ehrenbürger
- Konrad Schneider (1885–1968), Kunstmaler; malte das Fresko an der Giebelseite des Rathauses (1955); am 8. September 1960 wurde er auf Grund seines besonderen Einsatzes für den Erhalt des historischen Stadtcharakters mit dem Ehrenbürgertitel gewürdigt
- Tobias „Dobe“ Kopp (1873–1963), Gerbermeister; er war langjähriger Magistratsrat und beteiligt an der Versorgung Vohburgs mit elektrischem Strom; 1963 wurde er Ehrenbürger der Stadt Vohburg
- Max Kirschner (1906–1992), Mundartdichter, Heimatforscher und Lehrer in Wöhr und Vohburg; 1976 wurde er zum Ehrenbürger der Stadt Vohburg ernannt (1973 bereits Ehrenbürger von Wöhr)
- Joseph Pflügl (1929–2014), Kaufmann und Heimatforscher; Stadtratsmitglied von 1966 bis 2008, Kreisrat von 1972 bis 2002; Ernennung zum Ehrenbürger am 29. April 2008

### Söhne und Töchter der Stadt
- Adela von Vohburg (Ende 1128–nach 1187), erste Gemahlin des späteren Kaisers Friedrich I. Barbarossa, deutsche Königin sowie Herzogin von Schwaben
- Diepold II. von Vohburg († 1078), Markgraf auf dem Nordgau und von Giengen
- Diepold III. von Vohburg (1075–1146), Markgraf auf dem Nordgau und von Nabburg, Vohburg und Cham
- Franz Xaver Anton von Stubenrauch (1718–1793), Verwaltungsjurist, Ökonom und Forstwissenschaftler
- Joseph Graetz (1760–1826), Organist, Komponist und Musikpädagoge

### Vohburger Heimatforscher
Explizit sind hier Joseph Pfügl und Max Kirschner zu erwähnen, die mit ihren Büchern in den letzten Jahrzehnten die Geschichte Vohburgs für die nachfolgenden Generationen in Worten und Bildern festgehalten haben.
Kirschner befasst sich in seinen Büchern vor allem mit der Geschichte der Stadt Vohburg. Er erläutert die prähistorischen Funde auf dem Burgberg und beschreibt den mittelalterlichen Kern der Stadt. In Zur Geschichte der Stadt Vohburg werden chronologisch wichtige Ereignisse von der Frühgeschichte bis 1978 aufgeführt.
Pflügl fasst in seinem Buch Vohburg mit seinen Ortsteilen im 20. Jahrhundert die jüngere Geschichte Vohburgs im 20. Jahrhundert zusammen und illustriert diese mit zahlreichen Bildern. Er vermittelt somit den Wandel, den die Stadt innerhalb des letzten Jahrhunderts durchlebt hat.